# Kaiserslautern

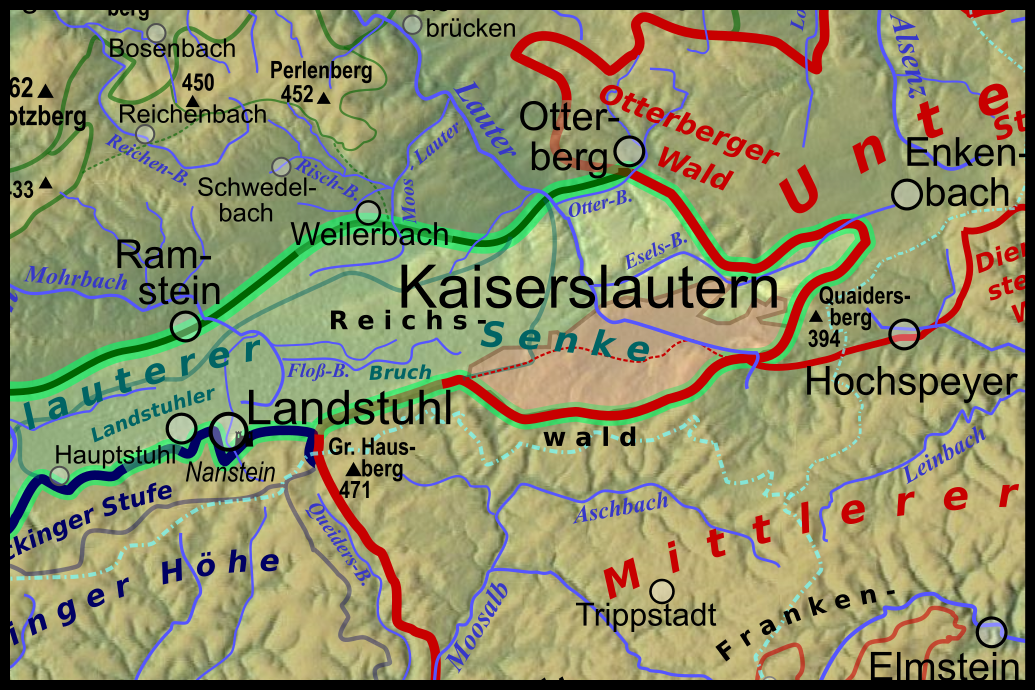
Naturraumkarte: Landstuhler Bruch und Kaiserslauterer Becken sowie angrenzende Landschaften

Kaiserslautern (ⓘ, pfälzisch Lautre) ist eine kreisfreie Großstadt, Industrie- und Universitätsstadt am nordwestlichen Rand des Pfälzerwalds im Süden von Rheinland-Pfalz. Sie ist Sitz der Kreisverwaltung des Landkreises Kaiserslautern.
Kaiserslautern war bereits zu karolingischer Zeit Königshof. Die Blütezeit der Siedlung begann Mitte des 12. Jahrhunderts, als Friedrich I. Barbarossa die um 1100 errichtete Burg zu einer Pfalz erweitern ließ. Während des Dreißigjährigen Krieges wurde die Stadt nacheinander von Spaniern, Schweden und Kaiserlichen erobert. Im Pfälzischen und Spanischen Erbfolgekrieg besetzten Franzosen die Stadt und zerstörten die Burg Barbarossas sowie das daneben von Johann Casimir im 16. Jahrhundert erbaute Schloss. Mitte des 19. Jahrhunderts wurde die inzwischen zum Königreich Bayern gehörende Stadt Mittelpunkt des Pfälzischen Aufstands; zugleich entwickelte sie sich dank zahlreicher Firmengründungen in der Textilbranche, der Metallindustrie und dem Maschinenbau neben Ludwigshafen am Rhein zum bedeutendsten Industriestandort der Pfalz. Internationale Bekanntheit erlangte die Stadt vor allem durch ihren Fußballverein 1. FC Kaiserslautern.
Am 31. Dezember 2022 zählte die Stadt 101.228 Einwohner; sie ist damit die fünftgrößte Stadt in Rheinland-Pfalz. Flächenmäßig ist Kaiserslautern die größte Stadt in Rheinland-Pfalz.
Die Kaiserslautern Military Community mit rund 40.000 Militärangehörigen und Zivilisten bildet den weltweit größten US-Militär-Stützpunkt außerhalb der Vereinigten Staaten. Die der Military Community angehörenden Personen, die in Kaiserslautern wohnen, werden bei der Einwohnerzahl nicht berücksichtigt.

## Geographie

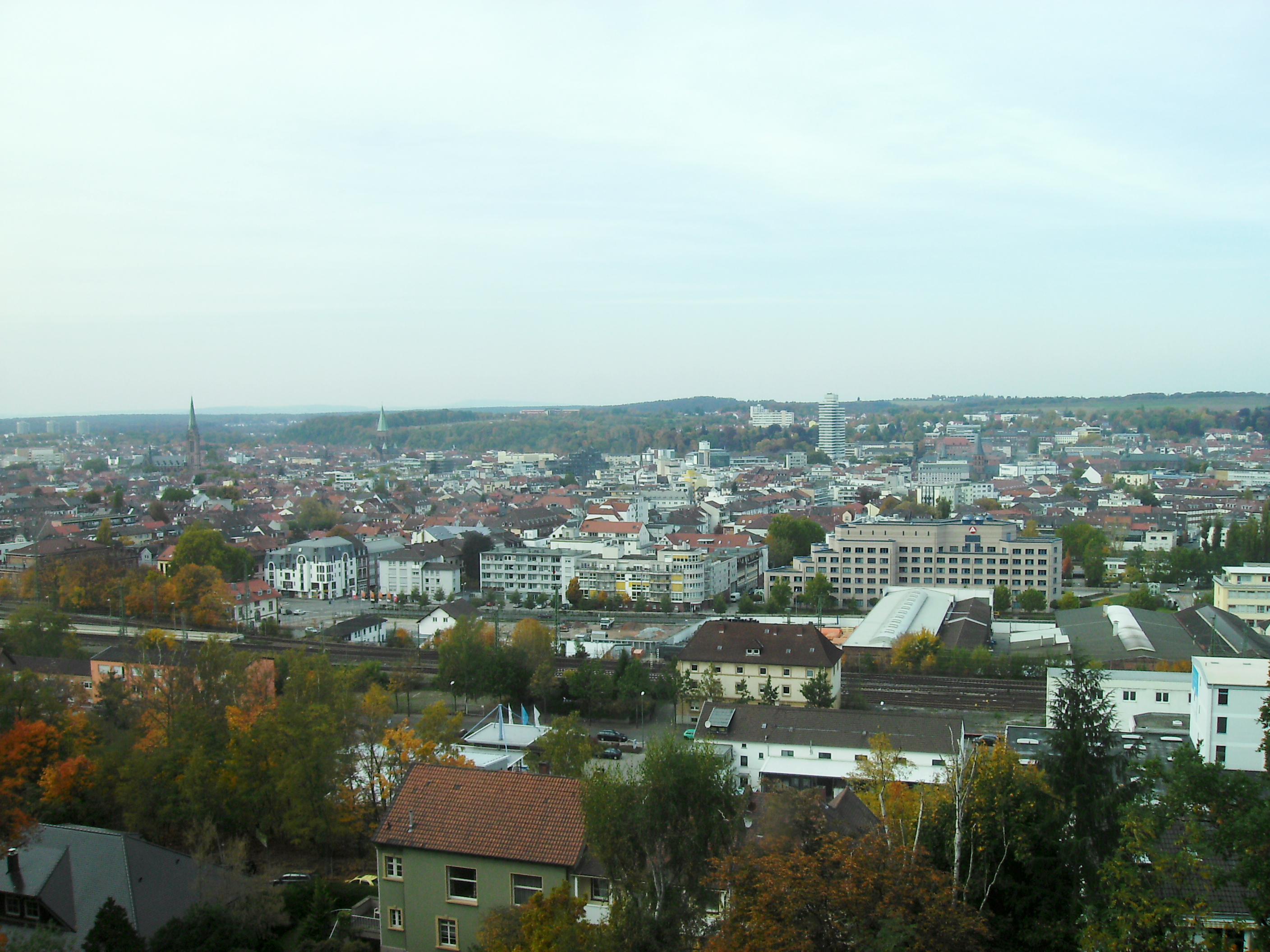
Stadtbild vom Betzenberg her gesehen

### Lage
Kaiserslautern liegt 251 Meter über dem Meeresspiegel am nordwestlichen Rand des Pfälzerwaldes im Kaiserslauterer Becken, das wiederum Teil der St. Ingbert-Kaiserslauterer Senke ist. Das Stadtgebiet dehnt sich im Westen in das Landstuhler Bruch aus, das im Süden von der Sickinger Höhe begrenzt wird. Der Nordwesten des Stadtgebiets hat Anteil am Reichswald und reicht bereits bis an das Nordpfälzer Bergland heran. Die nächsten größeren Städte sind Ludwigshafen am Rhein, etwa 50 km östlich, Mainz etwa 70 km nordöstlich und Saarbrücken etwa 60 km westlich. Kaiserslautern befindet sich auf einem Rotsandsteingebirge, das ursprünglich von Muschelkalksedimenten überlagert war. Diese Sedimente wurden später jedoch ausgewaschen und im Westrich abgelagert.
Folgende Städte und Gemeinden grenzen an die Stadt Kaiserslautern, sie werden im Uhrzeigersinn beginnend im Norden genannt und liegen alle – außer der Gemeinde Elmstein, die zum Landkreis Bad Dürkheim gehört – im Landkreis Kaiserslautern:
Otterbach, Otterberg, Mehlingen, Enkenbach-Alsenborn, Fischbach, Hochspeyer, Waldleiningen, Elmstein, Trippstadt, Stelzenberg, Schopp, Krickenbach, Queidersbach, Bann, Kindsbach, Landstuhl, Ramstein-Miesenbach, Rodenbach, Weilerbach und Katzweiler.

### Erhebungen

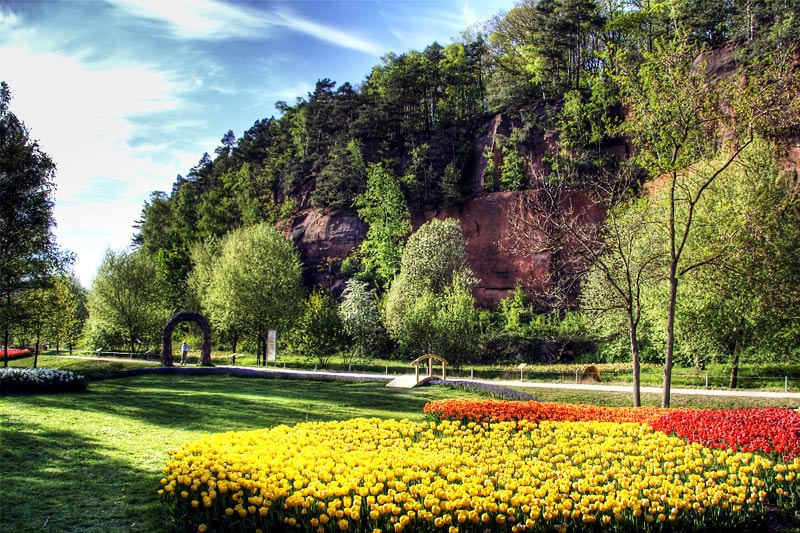
Südwestliche Hangflanke des Kaiserbergs

Die Stadt wird im Süden und Osten von bewaldeten Höhen wie dem 285 m hohen Betzenberg oder dem etwa 280 m hohen Lämmchesberg, die beide unmittelbar südlich der Kernstadt liegen, und dem Kleinen Specht sowie dem Großen Steinberg umrahmt. Weiter südlich erstrecken sich der 427,9 m Humberg sowie der Große, der Mittlere sowie der Kleine Krebser und südöstlich der Dammberg, der 450 m hohe Harte Kopf sowie der Brotpfadkopf und der Felsenbrunnenkopf.
Im Osten an der Gemarkungsgrenze zu Hochspeyer befindet sich der 393,7 m hohe Heiligenberg, nordwestlich von diesem der Totenkopf sowie der Beilsteiner Kopf und im Nordosten des Stadtgebiets der 394 m hohe Queitersberg. Innerhalb von Mölschbach erhebt sich der 459,8 m hohe Eulenkopf und auf Höhe des Stadtteils Hohenecken der Schlossberg.
Im Norden des Stadtgebiets befindet sich der Rotenberg, der bereits Teil des Nordpfälzer Berglands ist. Mitten im Nordwesten der Kernstadt liegt der rund 290 m hohe Kaiserberg. Mitten innerhalb des Siedlungsgebiets des Stadtteils Erfenbach erstreckt sich außerdem der 275 m hohe Stöffelsberg.

### Gewässer

Lauter innerhalb des Kaiserslauterer Stadtgebiets

Die Stadt wird von der Lauter durchflossen, die im Stadtinneren jedoch unterirdisch geführt wird. Innerhalb des Stadtgebiets mündet in diese von links zunächst der Hammerbach, der zuvor den Vogelwoog und den Hammerwoog durchfließt. Weitere Nebenflüsse der Lauter innerhalb des Stadtgebiets sind der Eselsbach, der Frauenwiesbach und der Kohbach, ehe zuletzt der Eimerbach die Gemarkungsgrenze zu Katzweiler bildet. Zum Einzugsgebiet der Lauter gehören zudem die im Pfälzerwald befindlichen Quellen Dammbrunnen und Hungerbrunnen.
Durch den Süden des Stadtgebiets verläuft die Pfälzische Hauptwasserscheide. Der Aschbach – in diesem Bereich Rambach genannt – entspringt innerhalb der Waldgemarkung des Stadtteils Mölschbach, durchfließt diesen und nimmt dort von links den Eulenmühlbach auf. Weiter westlich bildet er größtenteils annähernd die südliche Stadtgrenze und durchfließt dort den Jagdhausweiher. Am südwestlichen Stadtrand befindet sich zudem der Gelterswoog, der sein Wasser aus mehreren Nebenbächen des Aschbachs bezieht, darunter dem Hoheneckermühlbach. Zum Einzugsgebiet des Aschbachs gehören außerdem der an der Grenze zu Waldleiningen befindliche Felsenbrunnen und der nordwestlich von Mölschbach liegende Moosbrunnen.

### Klima
Kaiserslautern liegt innerhalb der gemäßigten Klimazone mit Niederschlägen zu allen Jahreszeiten. Im Vergleich zu anderen Regionen Deutschlands hat Kaiserslautern ein recht warmes und sehr sonniges Klima. Durch die Lage im Lee von Hunsrück und Eifel werden Niederschläge bei Nordwestwetterlagen meist abgehalten.
Der Jahresniederschlag beträgt 782 mm.
|                        | Jan | Feb | Mär | Apr | Mai  | Jun  | Jul  | Aug  | Sep  | Okt  | Nov | Dez |   |      |
| Mittl. Temperatur (°C) | 1,3 | 2,1 | 5,7 | 9,5 | 13,9 | 15,0 | 19,1 | 18,4 | 14,3 | 10,0 | 5,2 | 2,3 | ⌀ | 9,8  |
| Mittl. Tagesmax. (°C)  | 4   | 5   | 10  | 13  | 19   | 22   | 25   | 25   | 20   | 15   | 9   | 5   | ⌀ | 14,4 |
| Mittl. Tagesmin. (°C)  | −1  | −2  | 2   | 3   | 8    | 12   | 14   | 13   | 9    | 6    | 3   | 1   | ⌀ | 5,7  |
|                        |     |     |     |     |      |      |      |      |      |      |     |     |   |      |
| Niederschlag (mm)      | 65  | 59  | 65  | 53  | 69   | 64   | 64   | 63   | 59   | 74   | 66  | 81  | Σ | 782  |
|                        |     |     |     |     |      |      |      |      |      |      |     |     |   |      |
| Sonnenstunden (h/d)    | 1,5 | 2,0 | 3,8 | 5,6 | 6,3  | 6,9  | 7,2  | 6,3  | 5,1  | 3,3  | 1,8 | 1,2 | ⌀ | 4,3  |
|                        |     |     |     |     |      |      |      |      |      |      |     |     |   |      |
| Regentage (d)          | 18  | 15  | 13  | 15  | 14   | 14   | 15   | 14   | 13   | 14   | 16  | 17  | Σ | 178  |
|                        |     |     |     |     |      |      |      |      |      |      |     |     |   |      |
| Luftfeuchtigkeit (%)   | 86  | 83  | 76  | 71  | 70   | 75   | 76   | 79   | 80   | 83   | 88  | 90  | ⌀ | 79,7 |

| −1 |

| −2 |

| 2 |

| 3 |

| 8 |

| 12 |

| 14 |

| 13 |

| 9 |

| 6 |

| 3 |

| 1 |

| −1 |

| −2 |

| 2 |

| 3 |

| 8 |

| 12 |

| 14 |

| 13 |

| 9 |

| 6 |

| 3 |

| 1 |

### Stadtgliederung
Das Gebiet der Kaiserslauterer Kernstadt ist traditionell in Fünftel eingeteilt, die durch die Farben Blau (Südwesten), Weiß (Westen), Gelb (Nordwesten), Rot (Nordosten) und Grün (Südosten) gekennzeichnet wurden. Diese Einteilung spiegelt sich noch beispielsweise in den althergebrachten Emailleschildern mit der Hausnummer, die durch die Farbe auch die Zugehörigkeit zum Fünftel angeben; auch die Farbe der alten, an Hauswänden angebrachten Straßenschilder oder Namen wie Rote Apotheke und Grüne Apotheke beziehen sich auf die Fünftel. Die Gliederung wurde durch die französische Besatzungsverwaltung an der Wende zum 19. Jahrhundert eingeführt. Verwaltungstechnisch haben die Fünftel keine Bedeutung mehr.
Mit der Eingemeindung der umliegenden Ortschaften am 7. Juni 1969 erhielten die neuen Ortsteile einen Ortsbeirat sowie einen Ortsvorsteher; die Ortsbeiräte waren zu wichtigen, den Ortsbezirk betreffenden Angelegenheiten zu hören. Nachdem das Land Rheinland-Pfalz in seinem Kommunalrecht die Möglichkeit eröffnet hatte, auch in Städten solche Ortsbeiräte einzurichten, wurde die gesamte Stadt in 18 Ortsbezirke eingeteilt, um die Bürgernähe zu erhöhen. Die endgültige Entscheidung über eine Maßnahme oblag dann jedoch dem Stadtrat der Gesamtstadt Kaiserslautern. Nur einzelne Maßnahmen konnten die Ortsbeiräte in eigener Zuständigkeit allein entscheiden.
| Amtl. Num.         | Kernstadt                       | Einwohner |
| ------------------ | ------------------------------- | --------- |
| 01                 | Innenstadt Ost                  | 11.444    |
| 02                 | Innenstadt Südwest              | 8.883     |
| 03                 | Innenstadt West/Kotten          | 10.935    |
| 04                 | Innenstadt Nord/Kaiserberg      | 9.017     |
| 05                 | Grübentälchen/Volkspark         | 9.889     |
| 06                 | Betzenberg                      | 4.758     |
| 07                 | Lämmchesberg/Uniwohnstadt       | 11.048    |
| 08                 | Bännjerrück/Karl-Pfaff-Siedlung | 5.360     |
| 09                 | Kaiserslautern-West             | 8.517     |
| 10                 | Erzhütten-Wiesenthalerhof       | 2.653     |
| Kernstadt gesamt   | Kernstadt gesamt                | 79.851    |
| Amtl. Num.         | Ortsbezirke                     | Einwohner |
| 11                 | Einsiedlerhof                   | 1.322     |
| 12                 | Morlautern                      | 3.145     |
| 13                 | Erlenbach                       | 2.223     |
| 14                 | Mölschbach                      | 1.179     |
| 15                 | Dansenberg                      | 2.644     |
| 16                 | Hohenecken                      | 3.654     |
| 17                 | Siegelbach                      | 2.690     |
| 18                 | Erfenbach                       | 2.875     |
| Ortsbezirke gesamt | Ortsbezirke gesamt              | 22.385    |
| Stadt Insgesamt    | Stadt Insgesamt                 | 102.236   |

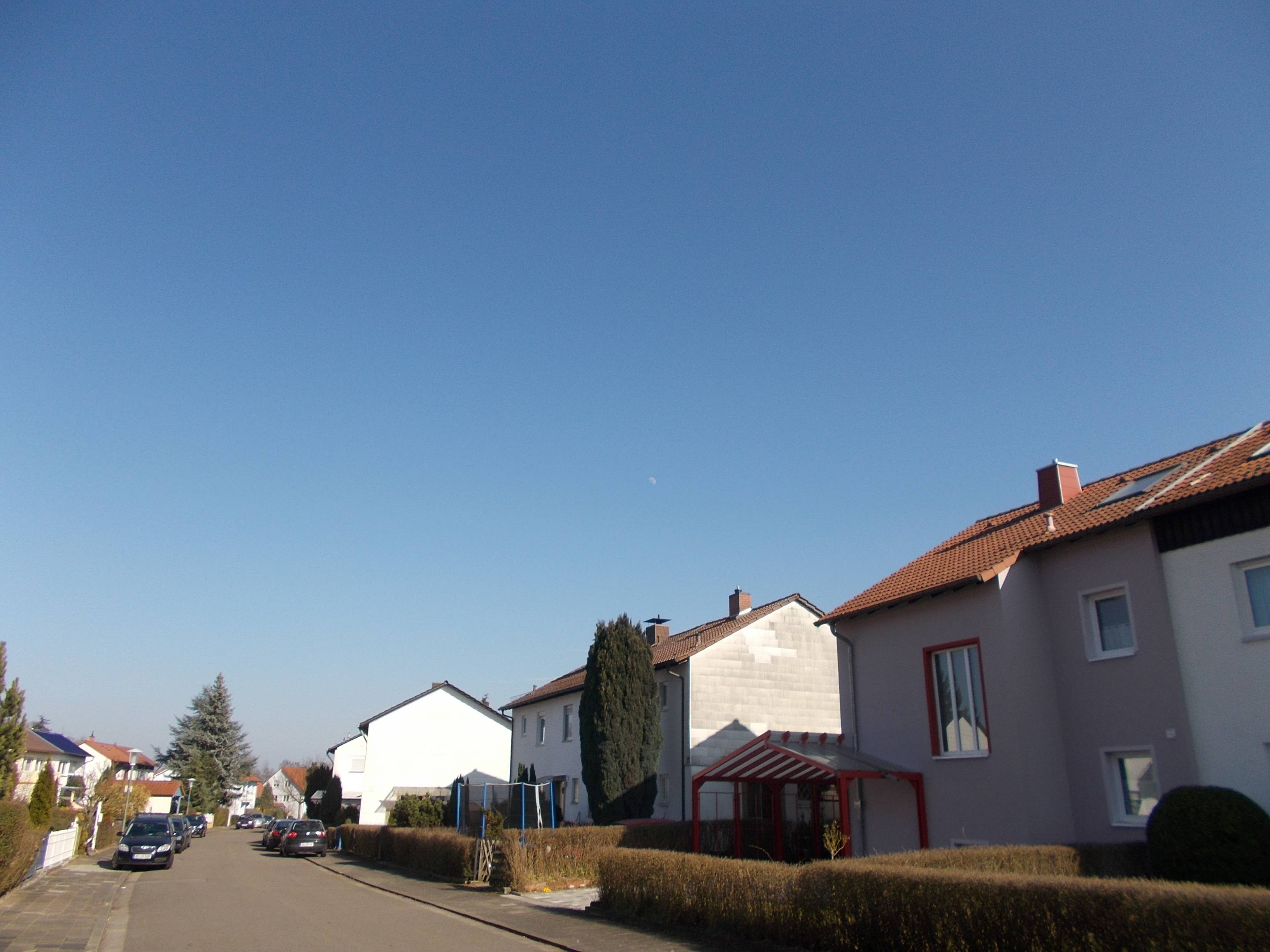
Karl-Pfaff-Siedlung

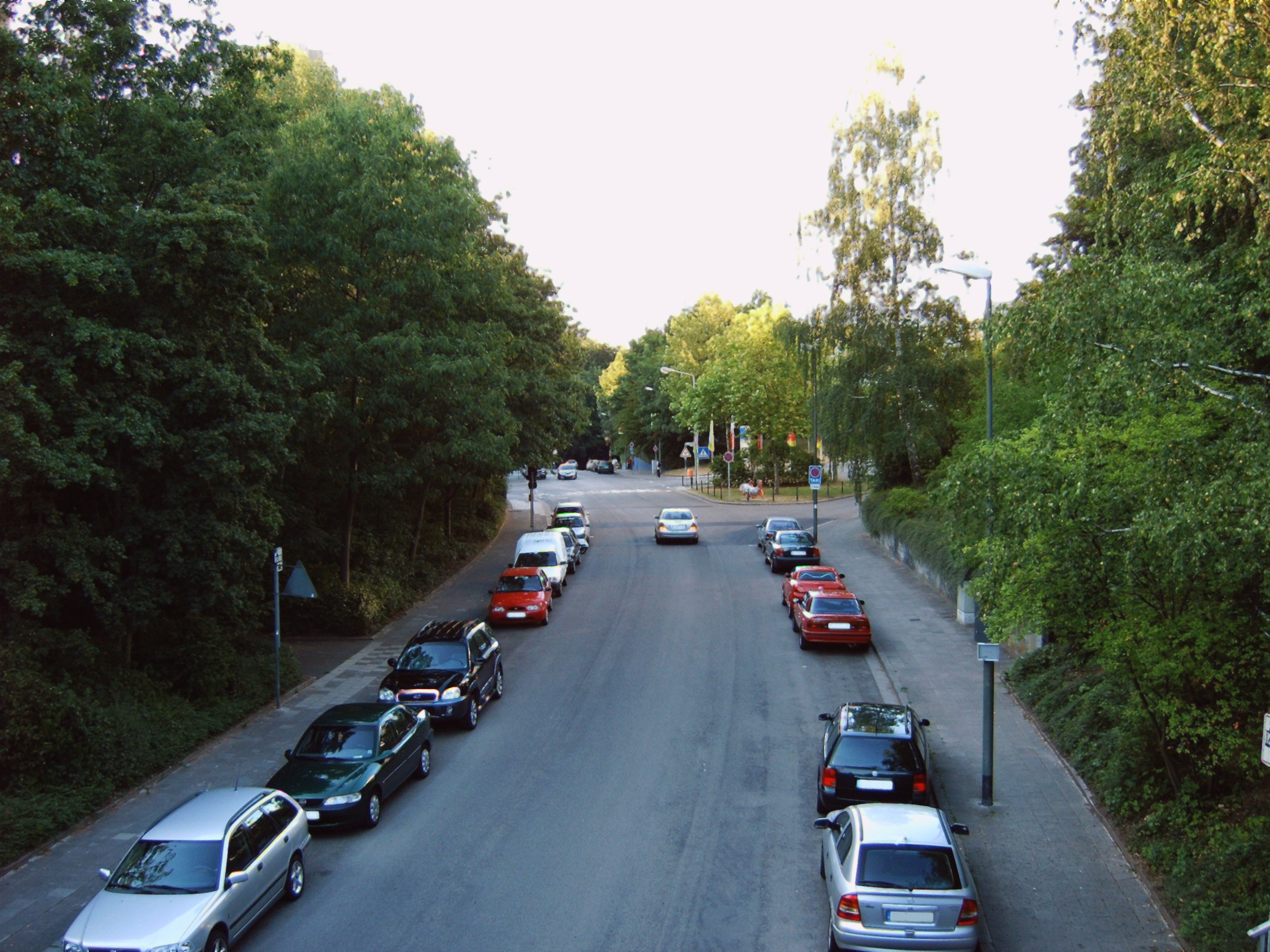
Betzenberg

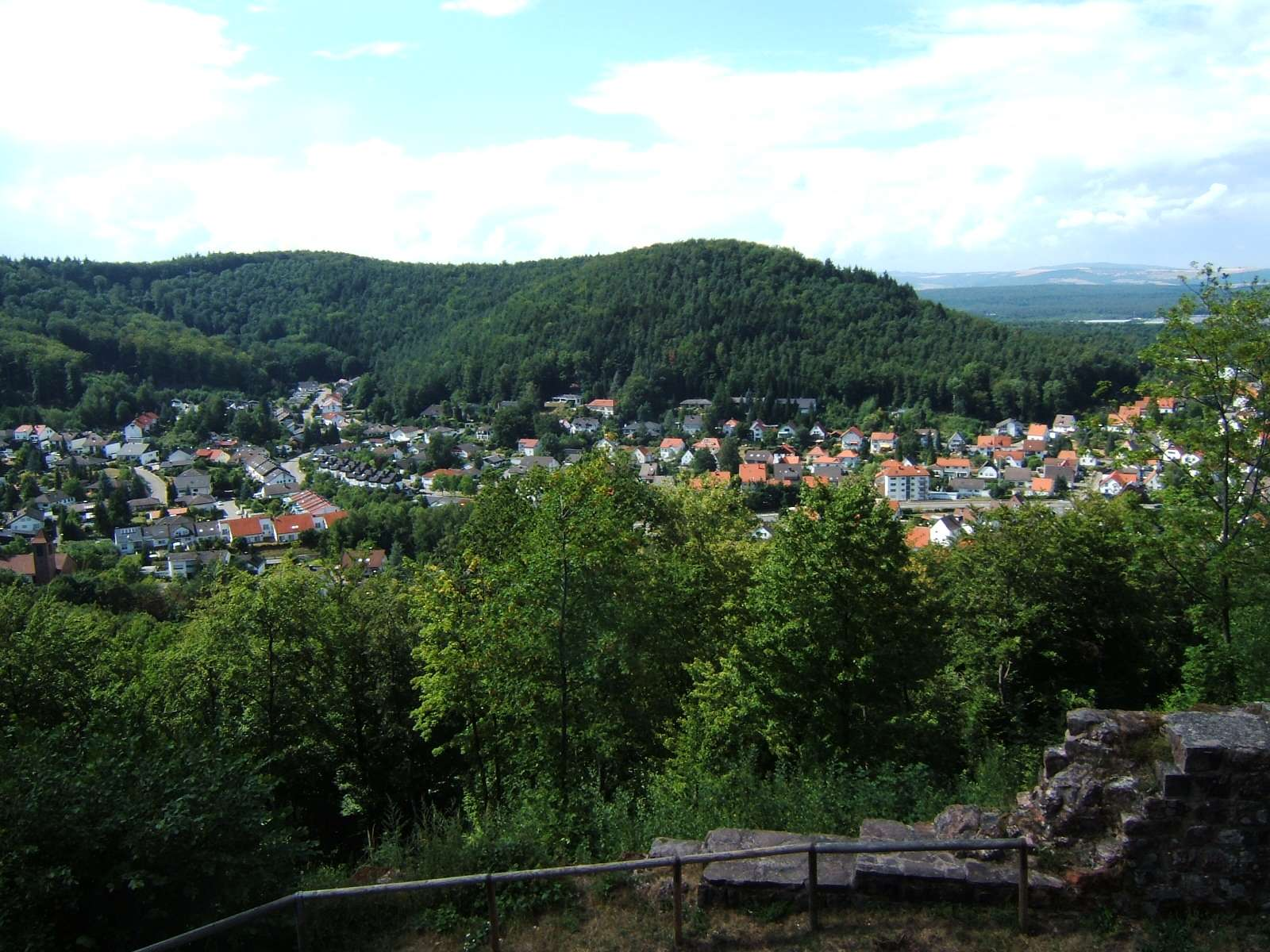
Hohenecken

Ende 2002 wurden die Hauptsatzung der Stadt geändert und die Ortsbezirke für die Kernstadt wieder aufgelöst. Ortsbezirke bestehen seither ausschließlich für Einsiedlerhof, Morlautern, Erlenbach, Mölschbach, Dansenberg, Hohenecken, Siegelbach und Erfenbach. 2008 erfolgte die Wiedereinführung des Ortsbezirks Erzhütten/Wiesenthalerhof.

## Geschichte

### Frühe Geschichte
Der Raum um Kaiserslautern ist seit der Jungsteinzeit in Form der bandkeramischen Kultur – entspricht dem sechsten und fünften Jahrtausend vor Christus – besiedelt, ebenso ist eine römische Besiedlung nachweisbar.
Seit der Hallstattzeit – dem achten Jahrhundert vor Christus – war der Kaiserslauterer Raum wohl durchgängig besiedelt. Aus dieser Zeit stammen mehrere keltische Grabhügel im Stadtgebiet, etwa beim Kalkofen, im Grübentälchen, in dem in den 1930er Jahren Grabungen stattfanden, und nördlich der heutigen Bundesautobahn 6, wie Grabungen belegen, die in den Jahren 2003 und 2004 durchgeführt wurden.
Auch aus der Römerzeit haben sich Reste erhalten, beispielsweise unter der Stiftskirche und dem zugehörigen Kloster; sie erlauben jedoch nicht, den Siedlungscharakter zu klären. Die Lage bei einer Niederung lässt sowohl den Schluss auf eine Villa rustica als auch auf eine Straßenstation zu.
Römische Straßendämme sind südlich von Kaiserslautern zwischen dem Gelände der Technischen Universität und dem Nordostabhang des Dansenbergs nachgewiesen, ferner sind Reste der „via regalis“ erhalten, der Heerstraße von Metz nach Mainz, die etwa parallel zur heutigen Bundesstraße 40 verläuft und schon seit vorgeschichtlicher Zeit zu belegen ist. Für die Zeit nach dem Rückzug der Römer zu Anfang des fünften Jahrhunderts gibt es keine Belege.
In der Karolingerzeit im achten Jahrhundert führte der Zuwachs der Bevölkerung dazu, den Siedlungsraum von der Rheinebene zusätzlich in die Waldgebiete auszudehnen und sie mit neuen Verkehrswegen, Wirtschafts- und Verwaltungszentren zu erschließen. Zu diesen neu erschlossenen Gebieten gehörte unter anderem der Raum Kaiserslautern.
Um 830 wurde die Villa Luthra – von althochdeutsch lûttar ‚klar, hell‘ und aha ‚Wasser‘ – im Lorscher Reichsurbar erstmals urkundlich erwähnt. Nach 1152 ließ Barbarossa hier eine Pfalz errichten, weshalb Kaiserslautern bis heute als Barbarossastadt gilt.

### Stadtgründung und Name
1276 verlieh Rudolf von Habsburg dem Ort Lautern die Stadtrechte.
Der Status einer Freien Reichsstadt und die damit verbundenen Rechte ließen sich nicht lange halten. Schon 1313 oder 1314 wurde die Stadt an die Grafen Georg von Veldenz und Gottfried von Leiningen, 1322 durch den späteren Kaiser Ludwig den Bayern an König Johann von Böhmen verpfändet. In dieser Pfändungsurkunde erscheint erstmals der Name Keyserslûtern. Nach weiteren Verpfändungen wurde die Stadt im Jahr 1357 als Reichspfand an Kurfürst Ruprecht I. von der Pfalz abgetreten und kam danach an die Kurpfalz. Seit 1375 wurde die jetzt Kaiserslautern genannte Stadt an die Kurpfalz verpfändet und damit Sitz eines kurpfälzischen Amts bzw. Oberamts.
Historisch wurde Kaiserslautern auch bei seinem lateinischen Namen genannt: Caesarea lutra – lutra wegen des Flüsschens, das durch Kaiserslautern floss. Heute wird die Lauter unterirdisch durch die Stadt geführt. Im Jahre 1322 ist in einer Urkunde erstmals der Name Keyserslûtern bezeugt.
Das Kloster Otterberg war in Kaiserslautern begütert und unterhielt hier auch einen Wirtschaftshof.

### Frühe Neuzeit

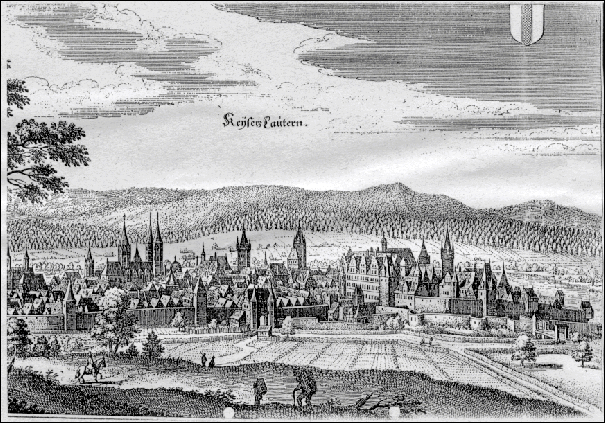
Ansicht Kaiserslauterns nach Matthäus Merian

Nach 1571 ließ Johann Casimir als Landesherr von Pfalz-Lautern neben der Barbarossaburg ein Schloss bauen. Im Dreißigjährigen Krieg wurde die Stadt mehrfach umkämpft und besetzt. 1688 wurde die Stadt im Pfälzischen Erbfolgekrieg und danach im Spanischen Erbfolgekrieg 1703 erneut durch die Franzosen besetzt, Schloss und Burg wurden daraufhin gesprengt. 1768 wurde die „Physikalisch-Ökonomische Gesellschaft“ gegründet, aus der 1774 die Hohe Kameral-Schule hervorging, die 1784 nach Heidelberg verlegt wurde. Nach den Napoleonischen Kriegen kam Kaiserslautern 1801 unter französische Herrschaft und wurde Sitz einer Unterpräfektur.

### Bayerische Zeit

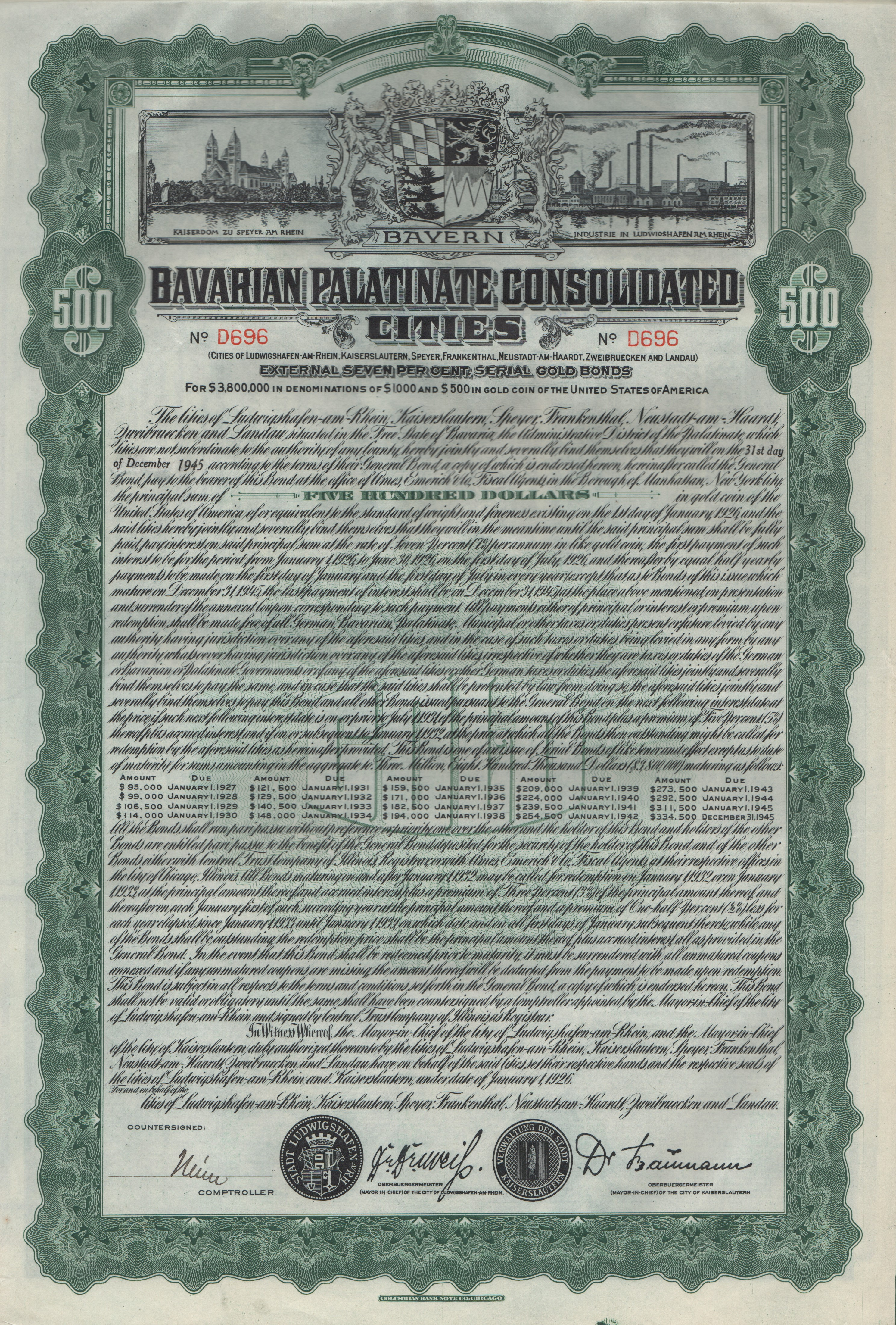
Auslandsanleihe der Vereinigten Bayerisch-Pfälzischen Städte vom 1. Januar 1926, mit Unterschrift von Kaiserslauterns Oberbürgermeister Baumann

Nach den Befreiungskriegen wurde die linksrheinische Pfalz 1816 und damit auch Kaiserslautern bayerisch. In der Revolution von 1849 residierte in der Fruchthalle eine Provisorische Regierung, die die Unabhängigkeit der Pfalz von Bayern proklamierte. Nach 1850 entwickelte sich Kaiserslautern zu einer Industriestadt. Durch die Gründung von Einrichtungen wie der Kammgarnspinnerei und der Nähmaschinenfabrik Pfaff entwickelte sich die Stadt zum bedeutendsten Industriestandort der Pfalz.
Nach dem Ersten Weltkrieg stand die Stadt unter französischer Verwaltung (bis 1930), wogegen sich 1923 und 1924 Separatistenunruhen erhoben.
Am 1. März 1920 wurde die Stadt aus dem Bezirksamt Kaiserslautern ausgegliedert und somit kreisfrei.
Im Zweiten Weltkrieg kam es ab 1940 immer wieder zu massiven Luftangriffen, die Stadt wurde mehrmals evakuiert. Bei mehreren großen Luftangriffen 1944/45 wurde die Stadt weitgehend zerstört. Am 20. März 1945 wurde die Stadt durch die Amerikaner eingenommen (siehe Operation Undertone), was den Krieg für Kaiserslautern beendete.

### Nachkriegszeit
Die Stadt wurde nach dem Zweiten Weltkrieg Teil der französischen Besatzungszone. Die Errichtung des Landes Rheinland-Pfalz wurde am 30. August 1946 als letztes Land in den westlichen Besatzungszonen durch die Verordnung Nummer 57 der französischen Militärregierung unter General Pierre Kœnig angeordnet. Es wurde zunächst als „rhein-pfälzisches Land“ bzw. als „Land Rheinpfalz“ bezeichnet; der Name Rheinland-Pfalz wurde erst mit der Verfassung vom 18. Mai 1947 festgelegt. Die Nachkriegszeit war unter anderem durch einen „verkehrsgerechten“ Wiederaufbau der Stadt (siehe auch Autogerechte Stadt) und den Zuzug Tausender Vertriebener geprägt. Zugleich wurde der Raum Kaiserslautern in Form der Kaiserslautern Military Community zur größten US-amerikanischen Garnison außerhalb der USA
Am 14. November 1956 stürzte ein F-86 Kampfjet der US Air Force in das Bezirksamt im Bereich der Burgstraße sowie der Maxstraße. Außer dem Piloten starben zwei weitere Menschen. Zahlreiche Personen wurden verletzt.
Mit der Eingemeindung der bis dahin selbstständigen Gemeinden Dansenberg, Erfenbach, Erlenbach, Hohenecken, Mölschbach, Morlautern und Siegelbach am 7. Juni 1969 wurde Kaiserslautern zur Großstadt. 1970 wurde die Universität Kaiserslautern gegründet.
Die – etwa bis zur ersten Ölkrise (1973) – wiederaufblühende Industrie, die sich beispielsweise 1966 durch die Ansiedlung von Opel zeigte, war durch die militärische Nutzung großer Flächen in ihren Entwicklungsmöglichkeiten mancherorts gehemmt. In den 1970er-Jahren kamen viele Industrieunternehmen in eine Krise. 1981 ging die Kammgarnspinnerei insolvent; Pfaff und Opel entließen Mitarbeiter. Die Verkleinerung der amerikanischen Garnison und der Abzug der französischen Garnison kosteten weitere Arbeitsplätze.

### 21. Jahrhundert
Inzwischen entwickelt sich Kaiserslautern, unterstützt durch Konversionsprojekte des Landes, zu einer Wissenschafts- und IT-Stadt. Erfolgreiche Projekte in diesem Zusammenhang sind die Einrichtung des PRE-Parks, zweier Fraunhofer-Institute (Fraunhofer-Institut für Techno- und Wirtschaftsmathematik sowie Fraunhofer-Institut für Experimentelles Software Engineering) und des Deutschen Forschungszentrums für Künstliche Intelligenz (DFKI) sowie das Max-Planck-Institut für Softwaresysteme in Nähe der Technischen Universität. Die Stadt Kaiserslautern ist außerdem „Korporativ Förderndes Mitglied“ der Max-Planck-Gesellschaft. Zu Beginn der 2010er-Jahre wurde mit dem Bau des innerstädtischen Einkaufszentrum K in Lautern begonnen. Dieses wurde planmäßig am 25. März 2015 eröffnet.
Im Jahr 2015 erlangte der Soziale Brennpunkt Kalkofen durch eine mehrstündige Doku des TV-Senders VOX überregionale Bekanntheit.
Nach den Enthüllungen um ein Geheimtreffen von Rechtsextremisten in Potsdam 2023 zur Planung der Deportation von Millionen Menschen aus Deutschland fand im Zuge der bundesweiten Proteste gegen Rechtsextremismus am 27. Januar 2024 auch in Kaiserslautern eine Demonstration gegen Rechtsextremismus statt, an der 6.000 Menschen teilnahmen. Der Protestzug, der von einem breiten Bündnis aus mehr als 50 Initiativen, Vereinen, Parteien und Institutionen getragen wurde, zog dabei von der Stiftskirche über den Synagogenplatz – an dem ein Gedenken der Opfer des Holocausts abgehalten wurde – zum Messeplatz. Es war die größte Demonstration in der Geschichte der Stadt und die zu diesem Zeitpunkt größte Demonstration gegen Rechtsextremismus in Rheinland-Pfalz.

### Kaiserslauterer Sagen
Über die Geschichte Kaiserslauterns existieren viele Sagen. Einige von diesen sind für die Stadt von großer Bedeutung. So ist der Fisch im Wappen von Kaiserslautern auf die Sage vom Hecht im Kaiserwoog zurückzuführen. Eine andere Sage, die sogenannte Sage von Lutrina, berichtet von der aus Trier stammenden frommen Frau Lutrina, die zur Zeit der großen Christenverfolgungen in die Wildnis floh und dort eine Wohnung errichtete, die sie Lutrea nannte. Dies soll Lautern den Namen gegeben haben. Lutrina ist heute noch Name einer Straße in Kaiserslautern, an deren Ende sich die Lutrinaklinik befindet. Eine weitere Sage stellt die Hahnenfalz dar.

### Einwohnerentwicklung

Einwohnerentwicklung Kaiserslauterns von 1871 bis 2018

Kaiserslautern hatte Ende 2022 101.228 Einwohner und ist damit neben Trier, Mainz, Ludwigshafen am Rhein und Koblenz ein Oberzentrum des Landes Rheinland-Pfalz. Hinzu kommen knapp 48.000 US-Amerikaner; dabei handelt es sich wahlweise um aktuelle oder ehemalige Soldaten, Zivilangestellte sowie ihre Familienangehörigen, die in Kaiserslautern und auf dem Luftwaffenstützpunkt Ramstein Dienst tun und in Stadt sowie Landkreis wohnen. Die Kernstadt, ohne eingemeindete Dörfer, zählt etwa 85.000 Einwohner.
Die Einwohnerzahl lag seit der Mitte des 16. Jahrhunderts bis etwa 1800 stets zwischen 1000 und 3000. 1815 zählte die Stadt 3757 Einwohner. Zwischen 1802 und 1834 verdoppelte sich die Einwohnerzahl auf ungefähr 7000. Mit Beginn der Industrialisierung in der Mitte des 19. Jahrhunderts setzte ein starkes Bevölkerungswachstum ein; 1900 lebten bereits 48.000 Menschen in der Stadt und 1937 70.260. Zu Beginn des Zweiten Weltkriegs zählte man etwa 70.000 Einwohner, nach Kriegsende waren es noch etwa 56.000.
1957 hatte sich die Einwohnerzahl bereits auf 86.000 erhöht und stieg durch Zuzug im Folgejahrzehnt weiter an. Infolge der Eingemeindung mehrerer umliegender Orte überschritt die Stadt 1969 die Grenze von 100.000 Einwohnern; 1977 lebten in Kaiserslautern 100.100 Menschen und 1997 101.549. Im Jahre 2000 sank die Einwohnerzahl der Stadt wieder unter 100.000. Seit 1. Mai 2009 gilt eine Zweitwohnsitzsteuer in Höhe von zehn Prozent der Kaltmiete; die Stadt wollte damit vermehrt Anmeldungen von Erstwohnsitzen bewirken, um die Einwohnerzahl wieder auf über 100.000 anzuheben. Am 31. Dezember 2017 hatte die Stadt nach Angaben der Stadtverwaltung 100.747 Einwohner. Für den gleichen Stichtag meldete das Statistische Landesamt 99.684 Einwohner. Je nach Quelle wäre Kaiserslautern demnach Großstadt oder nicht. Zum 31. Dezember 2019 vermeldete das Statistische Landesamt 100.030 Einwohner, womit Kaiserslautern wieder Großstadt ist. Bereits ein Jahr später verlor die Stadt diesen Status wieder; laut Statistischem Landesamt hatte Kaiserslautern zum 31. Dezember 2020 99.662 Einwohner.
| Kaiserslautern: Einwohnerzahlen von 2012 bis 2024 | Kaiserslautern: Einwohnerzahlen von 2012 bis 2024 | Kaiserslautern: Einwohnerzahlen von 2012 bis 2024 | Kaiserslautern: Einwohnerzahlen von 2012 bis 2024 | Kaiserslautern: Einwohnerzahlen von 2012 bis 2024 |
| ------------------------------------------------- | ------------------------------------------------- | ------------------------------------------------- | ------------------------------------------------- | ------------------------------------------------- |
| Jahr                                              |                                                   |                                                   |                                                   | Einwohner                                         |
| 2012                                              | 2012                                              |                                                   | 97.112                                            | 97.112                                            |
| 2015                                              | 2015                                              |                                                   | 98.520                                            | 98.520                                            |
| 2020                                              | 2020                                              |                                                   | 99.662                                            | 99.662                                            |
| 2024                                              | 2024                                              |                                                   | 100.426                                           | 100.426                                           |
| Quelle(n): statistik.rlp.de                       |                                                   |                                                   |                                                   |                                                   |

### Konfessionsstatistik
Mit Stand Juni 2005 waren 43,0 % der Einwohner evangelisch und 29,9 % katholisch. Die übrigen 26,9 % gehörten einer anderen Glaubensgemeinschaft an oder waren konfessionslos. Der Anteil der evangelischen und katholischen Kirchenmitglieder an der Gesamtbevölkerung ist seitdem beträchtlich gesunken. Mit Stand Juli 2025 waren von den Einwohnern 26,2 % evangelisch und 20,7 % katholisch; 53,1 % gehörten sonstigen oder keinen Glaubensgemeinschaften an.

## Religion

### Christentum

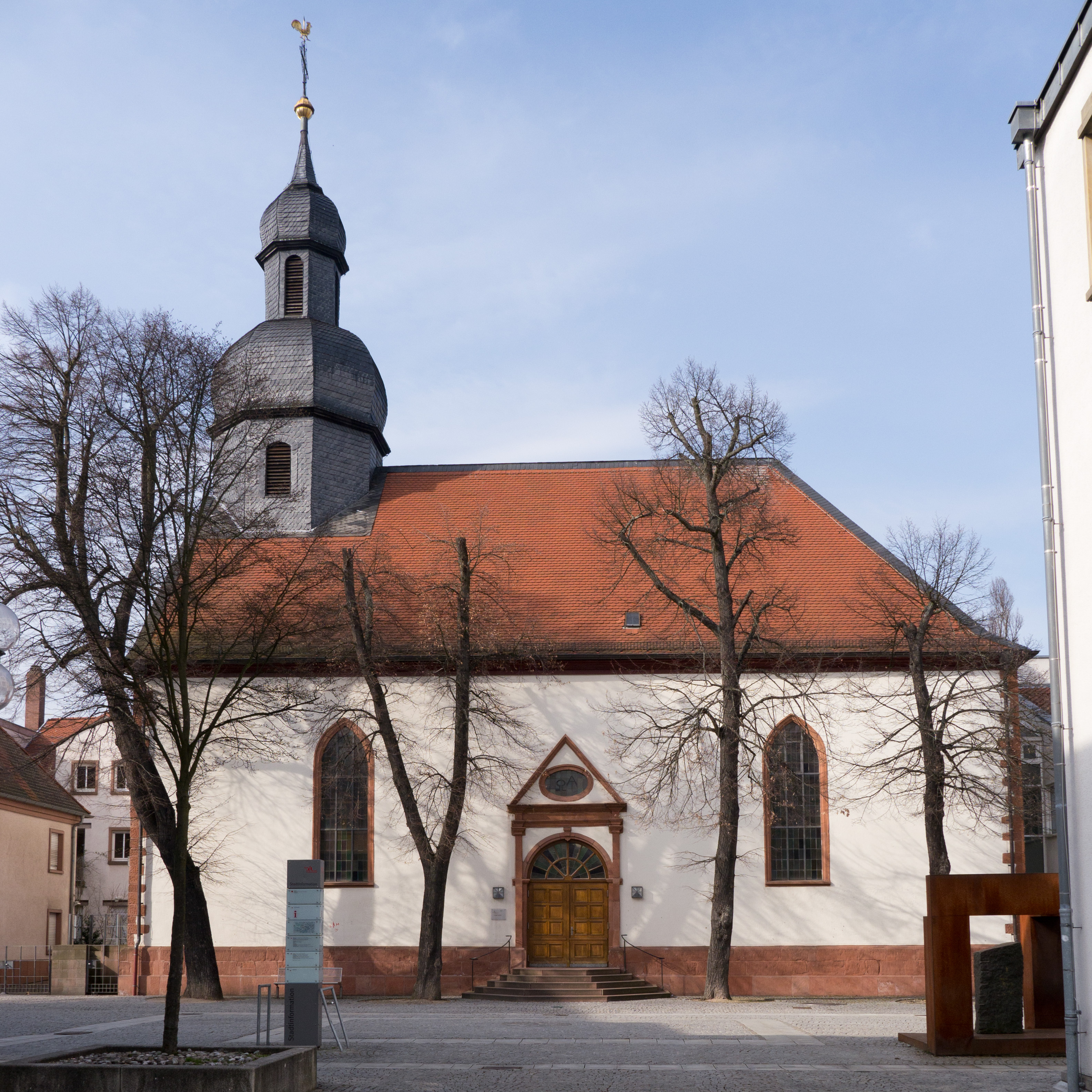
Unionskirche, bis 2018 Kleine Kirche genannt

An katholischen Kirchen befindet sich in der Kernstadt die Kirche Sankt Martin, die Gelöbniskirche Maria Schutz, die Marienkirche, im Stadtteil Mölschbach die Filialkirche St. Blasius und in Hohenecken die Rochuskirche sowie die Rochuskapelle.
Zu den protestantischen Gotteshäusern zählen die Stiftskirche, Apostelkirche, Christuskirche, die Kleine Kirche, seit 2018 in Unionskirche umbenannt, und die Evangelische Kirche in Siegelbach.
Zudem befindet sich auf dem Gelände der Gartenschau eine sogenannte Weidenkirche. In der zum Stadtteil Erfenbach gehörenden Siedlung Stockborn sind viele Einwohner mennonitischen Glaubens.

### Judentum
Kaiserslautern war Sitz eines Bezirksrabbinats. Ab März 1933 wirkte sich die Zeit des Nationalsozialismus ebenfalls in Kaiserslautern aus. Damals hatte die Stadt 648 jüdische Einwohner, 1932 waren es noch 765 gewesen. Wegen der 1933 einsetzenden Schikanen und wirtschaftlichen Boykottmaßnahmen verließen viele Juden Kaiserslautern.

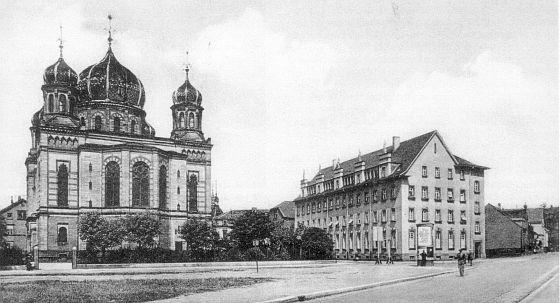
Die von den Nationalsozialisten abgerissene Synagoge; die Aufnahme entstand zwischen 1890 und 1900

Von 1894 bis 1896 wurde die Synagoge in der damaligen Frühlingsstraße – gegenwärtige Bezeichnung Luisenstraße – nach Plänen des Architekten Ludwig Levy im maurisch-byzantinischen Stil errichtet. Sie prägte das damalige Stadtbild Kaiserslauterns und galt als Sehenswürdigkeit. 1938 wurde die Jüdische Kultusgemeinde gezwungen, die Synagoge der Stadt zu überlassen, die das Gebäude sprengen ließ. Im August selben Jahres wurden seine Reste abgerissen, da es den Nationalsozialisten nicht ins Stadtbild passte.
Während der Novemberpogrome 1938 wurden zahlreiche Geschäfte und Wohnungen jüdischer Bürger vor den Augen der Polizei verwüstet und geplündert, jüdische Bürger wurden misshandelt, ihr Vermögen beschlagnahmt („arisiert“).
Die meisten der noch in Kaiserslautern lebenden Deutschen jüdischen Glaubens wurden am 22. Oktober 1940 in der Wagner-Bürckel-Aktion in das südfranzösische Camp de Gurs deportiert. Nur wenigen gelang von dort die Flucht, viele starben an Hunger und Krankheiten. Im August 1942 wurden Transporte der Überlebenden in die Gaskammern von Auschwitz und Lublin-Majdanek zusammengestellt. Von den 90 Juden, die 1939 noch in Kaiserslautern gelebt hatten, wurden nach ihrer Deportation mindestens 78 ermordet. Im Osten der Stadt befindet sich der Jüdische Friedhof.
1980 wurde das Gelände der einstigen Synagoge offiziell in Synagogenplatz umbenannt. 2001 wurde sie in einem Projekt der Technischen Universität Darmstadt virtuell rekonstruiert. 2002 wurde auf dem Fundament der gesprengten Synagoge ein Mahnmal zur Erinnerung an die jüdischen Opfer des Nationalsozialismus in Kaiserslautern errichtet.

## Politik

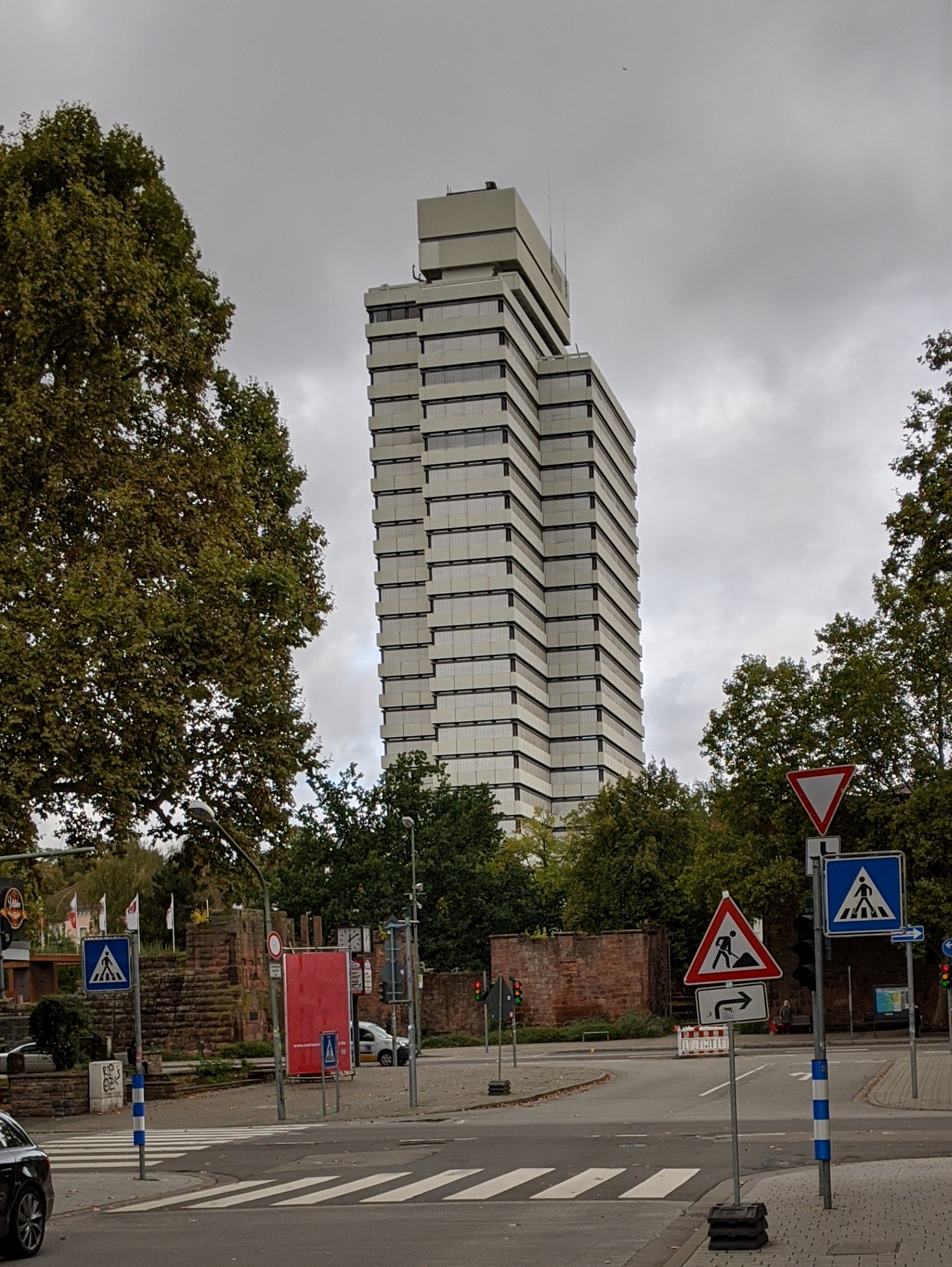
Rathaus in Kaiserslautern mit einem Lokal und Aussichtsterrasse in 84 m Höhe

### Stadtoberhäupter

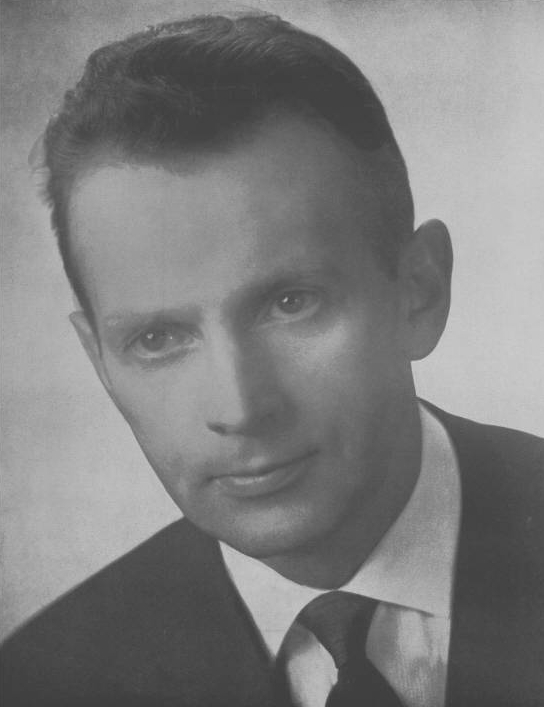
Theo Vondano, Oberbürgermeister von 1979 bis 1989

An der Spitze der Stadt Kaiserslautern stand über Jahrhunderte der Schultheiß als oberster Richter und Verwaltungsbeamter der Stadt, der vom Kurfürsten oder Pfalzgrafen eingesetzt wurde. Stadtrat und Bürgerschaft wählten als ihre jeweiligen Vertreter einen Rats- und einen Gemeindebürgermeister, die ehrenamtlich tätig waren.
Hans Küfner wurde 1906 der erste rechtskundige und hauptamtliche Bürgermeister. Seit 1913 trägt er als Stadtoberhaupt den Titel Oberbürgermeister. Seit 1999 wird der Oberbürgermeister nicht mehr vom Stadtrat, sondern unmittelbar von der Bevölkerung gewählt.
Siehe auch Ergebnisse der Urwahlen des Oberbürgermeisters in Kaiserslautern
Oberbürgermeisterwahl
Die Oberbürgermeisterwahl vom 11. März 2007 wurde im ersten Wahlgang entschieden. Klaus Weichel trat sein Amt am 1. September 2007 an. Am 7. Dezember 2014 wurde er, erneut im ersten Wahlgang, im Amt bestätigt. Zur aktuellen Wahl am 12. Februar 2023 trat Weichel nicht mehr an, seine Amtszeit endete am 31. August desselben Jahres. Da bei der Neuwahl keine der sieben Bewerbungen um die Nachfolge die erforderliche Mehrheit erreichte, kam es am 26. Februar 2023 zu einer Stichwahl zwischen Beate Kimmel (SPD; 36,5 % der Stimmen im 1. Wahlgang) und Anja Pfeiffer (CDU; 19,76 %), die sich mit einem Vorsprung von lediglich 19 Stimmen vor Thomas Kürwitz (unabhängig; 19,69 Prozent) setzte. Bei der Stichwahl konnte sich Beate Kimmel mit einem Stimmenanteil von 62,26 % durchsetzen. Im Rahmen einer außerordentlichen Stadtratssitzung am 28. August 2023 wurde Klaus Weichel in den Ruhestand verabschiedet und Beate Kimmel zur ersten Oberbürgermeisterin von Kaiserslautern ernannt.

### Stadtrat
- Linke: 3
- SPD: 12
- Grüne: 9
- FDP: 2
- FWG: 7
- CDU: 12
- AfD: 11

Der Stadtrat von Kaiserslautern besteht aus 56 ehrenamtlichen Ratsmitgliedern, die bei der Kommunalwahl am 9. Juni 2024 in einer personalisierten Verhältniswahl gewählt wurden, und dem hauptamtlichen Oberbürgermeister als Vorsitzendem.
Wegen der Besonderheiten des rheinland-pfälzischen Wahlsystems bei den Kommunalwahlen (personalisierte Verhältniswahl) sind die angegebenen prozentualen Stimmanteile als gewichtete Ergebnisse ausgewiesen, die das Wahlverhalten nur rechnerisch wiedergeben.
Die Parteien und Wählergruppen erzielten folgende Ergebnisse:
| Parteien und Wählergruppen | % 2024 | Sitze 2024 | % 2019 | Sitze 2019 | % 2014 | Sitze 2014 |
| -------------------------- | ------ | ---------- | ------ | ---------- | ------ | ---------- |
| SPD                        | 22,2   | 12         | 25,9   | 15         | 35,4   | 19         |
| CDU                        | 21,5   | 12         | 22,3   | 13         | 29,4   | 15         |
| AfD                        | 19,8   | 11         | 10,7   | 6          | –      | –          |
| Grüne                      | 15,2   | 9          | 19,4   | 11         | 11,6   | 6          |
| FWG                        | 12,6   | 7          | 7,0    | 4          | 6,4    | 3          |
| Linke                      | 4,6    | 3          | 5,5    | 3          | 7,4    | 4          |
| FDP                        | 4,1    | 2          | 6,2    | 3          | 6,6    | 3          |
| Die PARTEI                 | –      | –          | 2,2    | 1          | –      | –          |
| FBU                        | –      | –          | 0,7    | 0          | 1,1    | 1          |
| NPD                        | –      | –          | –      | –          | 2,1    | 1          |
| Gesamt                     | 100,0  | 56         | 100,0  | 56         | 100,0  | 52         |
| Wahlbeteiligung in Prozent | 53,7   | 53,7       | 50,8   | 50,8       | 41,7   | 41,7       |

Wegen gestiegener Einwohnerzahlen erhöhte sich die Anzahl der Sitze im Stadtrat ab 2019 von 52 auf 56.

### Wappen der Stadt

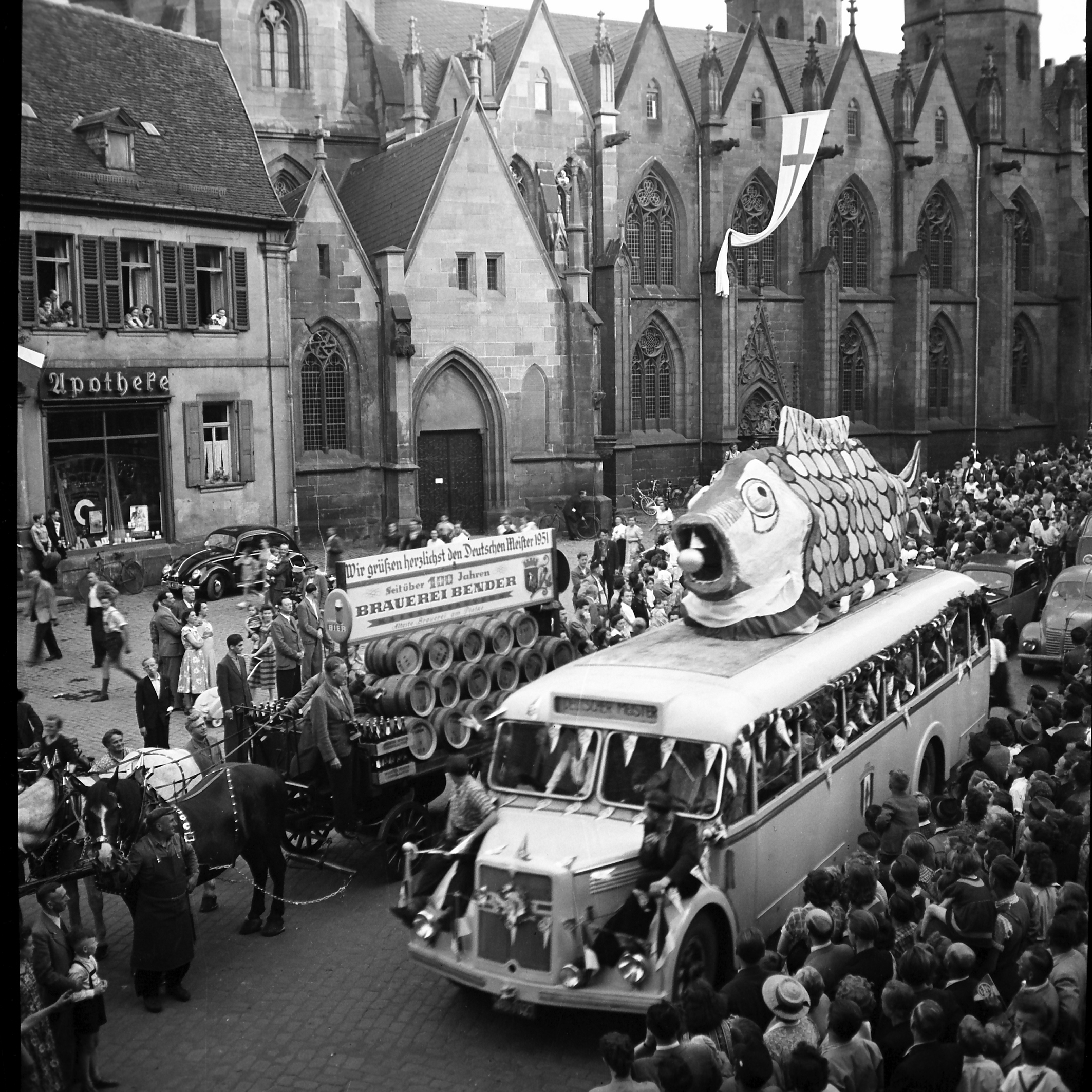
Festumzug für den 1. FCK als Deutschen Fußballmeister 1951: Hecht als Wappentier und daneben Bierwagen der Brauerei Bender

| Wappen von Kaiserslautern | Blasonierung: „In rot ein silberner Pfahl, belegt mit einem senkrecht gestellten blauen Fisch.“ |
| Wappen von Kaiserslautern | Wappenbegründung: Das Wappen der Stadt Kaiserslautern zeigt in Rot einen silbernen Pfahl, belegt mit einem steigenden blauen Fisch, der wahlweise einen Hecht oder Karpfen darstellt. Der Pfahl ist bereits seit 1266 belegt und stellt den Bach Lauter dar. Das Wappen war ursprünglich das der Lauterer Reichsschultheißen von Lautern (in Urkunden auch de lutra geschrieben), die sich im 13. Jahrhundert vermutlich nach dem Bau der Burg Hohenecken (heute im gleichnamigen Stadtteil Kaiserslauterns gelegen) umbenannten in von Hohenecken (in Urkunden auch de honecken geschrieben). Ab 1373 ist der Fisch als Wappenfigur belegt. Die Form beider Symbole sowie die Wappenfarben wechselten im Laufe der Geschichte mehrmals. Doch sind die Stadtfarben Rot und Weiß seit 1545 nachweisbar. In seiner heutigen Form wurde das Wappen am 3. August 1842 von König Ludwig I. von Bayern genehmigt. In früheren Jahrhunderten enthielt das Siegel zusätzliche Symbole, zum Beispiel eine Zinnenmauer mit als Kirchtürmen gedeuteten Gebäuden. Die Stadtfarben sind Rot-Weiß. |

Das Wappen wird häufig im Zusammenhang mit der örtlichen Sage vom Hecht im Kaiserwoog erwähnt.

### Finanzen
Am 31. Dezember 2016 hatte Kaiserslautern mit 11.384 Euro die zweithöchste Pro-Kopf-Verschuldung aller Städte und Gemeinden in Rheinland-Pfalz. Von den 103 kreisfreien Städten in Deutschland hat Kaiserslautern die dritthöchste Pro-Kopf-Verschuldung.

### Städtepartnerschaften
Kaiserslautern unterhält eine Vielzahl von Städtepartnerschaften und -freundschaften. Die erste Partnerschaft entstand 1960.
| Städtepartnerschaften: - Davenport (Iowa), USA, seit 10. Juni 1960 - Douzy, Frankreich, seit 1967 - Saint-Quentin, Frankreich, seit 1967 - London Borough of Newham, Vereinigtes Königreich, seit 1974 - Bunkyō-ku, Japan, seit 1988 - Brandenburg an der Havel, Deutschland, seit 1988 - Plewen, Bulgarien, seit 1999 - Columbia (South Carolina), USA, seit 2000 - Guimarães, Portugal, seit 2000 - Banja Luka (Republika Srpska), Bosnien und Herzegowina, seit 2003 Die seit 2000 bestehende Städtepartnerschaft mit Silkeborg aus Dänemark wurde 2017 durch Silkeborg aufgekündigt. Städtefreundschaften: - Bitola, Nordmazedonien - Igualada, Spanien - Rotherham, Vereinigtes Königreich |

Eine Liste der Partnerstädte und deren Land ist in der Pariser Straße zu sehen.

## Stadtbild

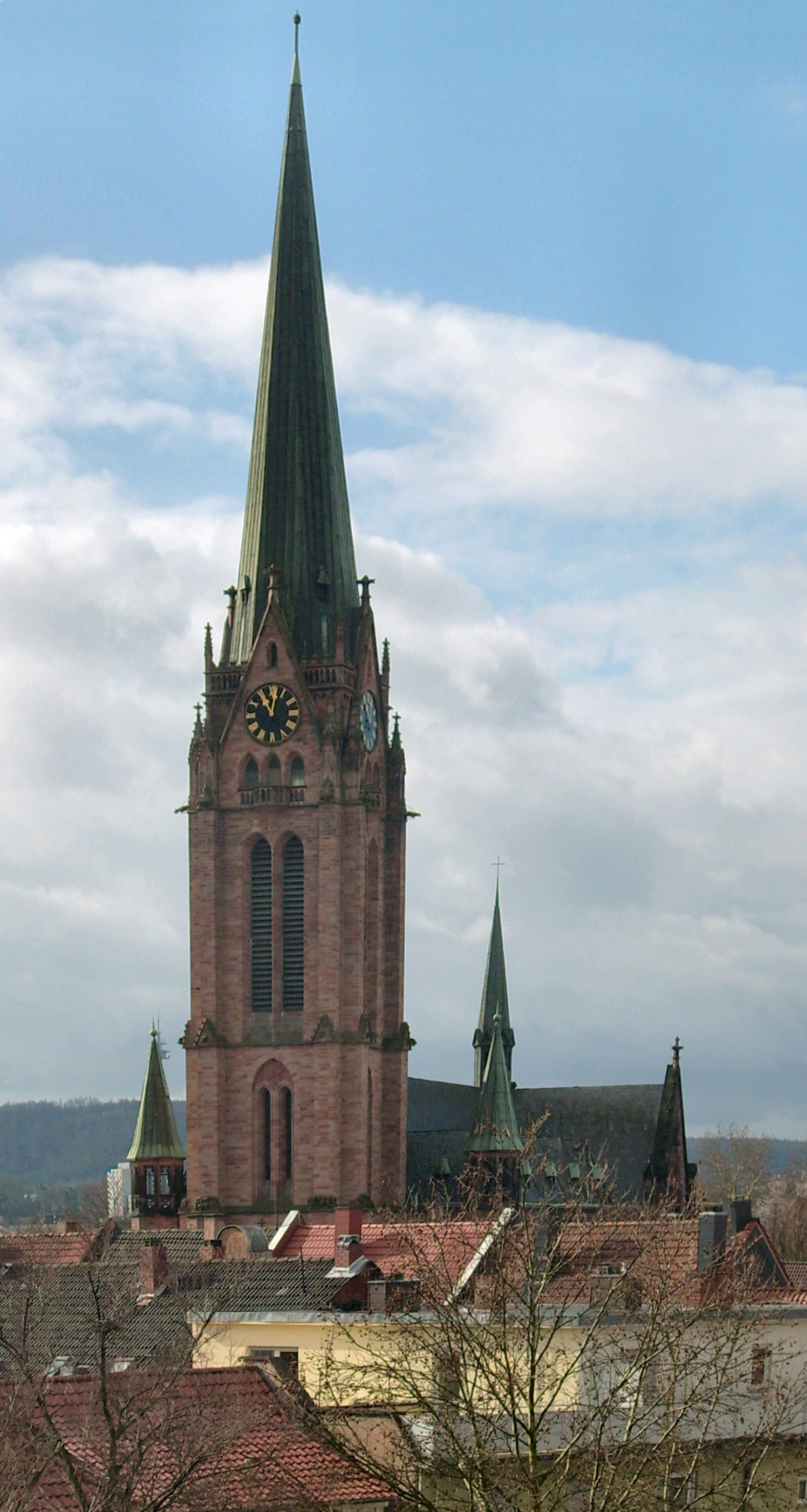
Die katholische Marienkirche ist eines der Wahrzeichen von Kaiserslautern.

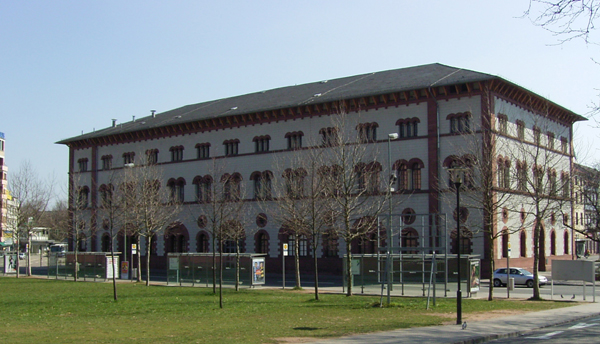
Fruchthalle von Norden

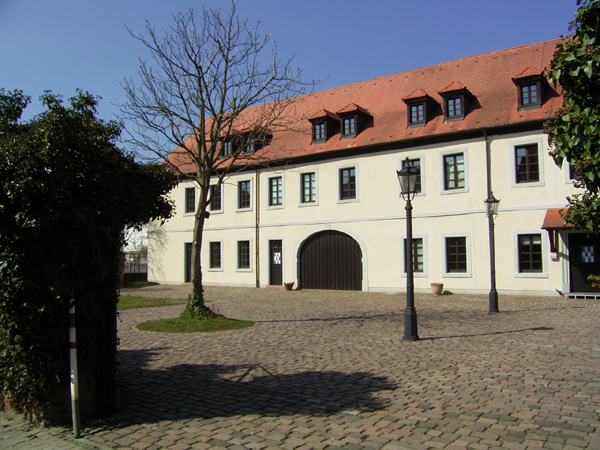
Wadgasserhof Kaiserslautern

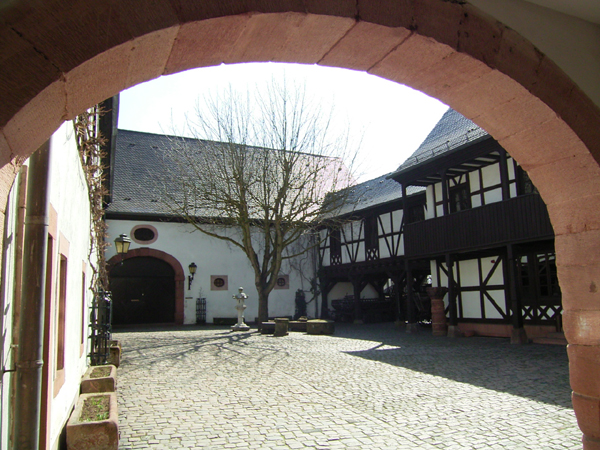
Theodor-Zink-Museum Kaiserslautern; seltenes Beispiel eines Vierseithofs

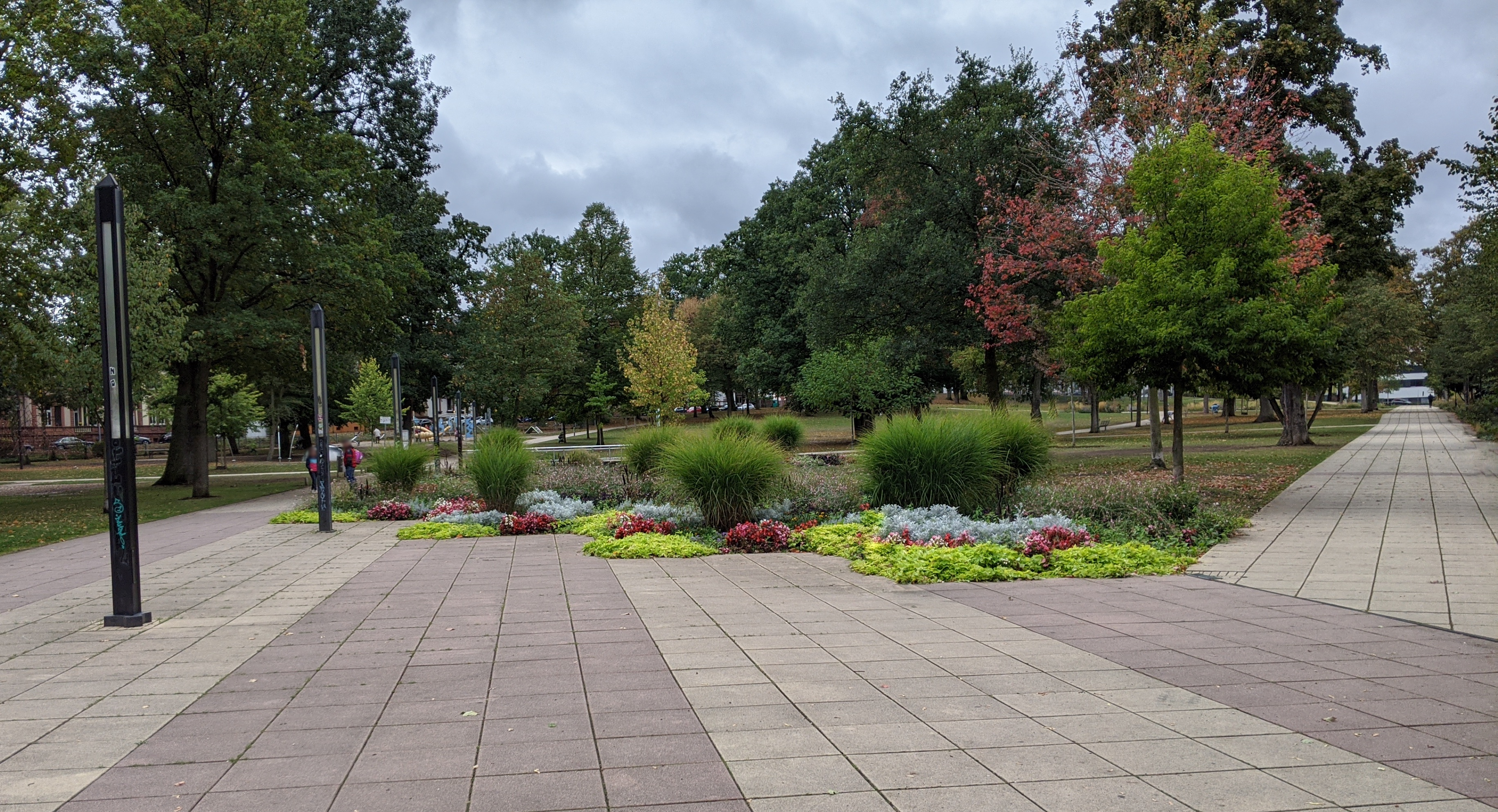
Der Stadtpark in Kaiserslautern

Aufgrund ihrer strategisch wichtigen Lage an einem der wenigen Pässe zwischen Rhein und Mosel (lateinisch via regalis) wurde die Stadt im Lauf ihrer Geschichte immer wieder zerstört. Auch die rasche Industrialisierung der Stadt im 19. Jahrhundert, die Bombardierung während des Zweiten Weltkriegs, der verkehrsgerechte Wiederaufbau nach dem Krieg und die Altstadtsanierung (Flächensanierung) der ausgehenden Sechziger- und frühen Siebzigerjahre führten zu wesentlichen Verlusten an historischer Bausubstanz.
Dennoch haben sich etliche bemerkenswerte Einzelgebäude, Ensembles und historische Grundrisse erhalten, auch wenn sie sich nicht mehr zu einem historischen Stadtensemble fügen. 25 % der Stadt bestehen aus Gebäuden von vor 1945.

### Mittelalter und frühe Neuzeit
Bemerkenswerte Bauten des Mittelalters und der frühen Neuzeit sind die evangelische Stiftskirche und die katholische Martinskirche sowie Reste der Barbarossaburg mit Casimirsaal. Einige Reste der Stadtmauer sind erhalten und ein Seitenflügel eines gotischen Patrizierhauses, verborgen im Hinterhof der Marktstraße 8.
Barocke Bauten befinden sich rund um den Martinsplatz, in der Klosterstraße (Bistumshaus), am Rittersberg (Gasthaus Ritters) und in der Schillerstraße (Gasthaus Zum Spinnrädl). Bauwerke des Klassizismus lassen sich unter anderem in der Friedenstraße (ehemalige Friedhofskapelle), in der Marktstraße (Adler-Apotheke), in der Scheidstraße/Ecke Matzengasse und in der Steinstraße 49 (Villa Karcher) finden.

### Die Zeit bis zum Ersten Weltkrieg
Der größte Teil der erhaltenen Kulturdenkmale stammt aus der Zeit ab der zweiten Hälfte des 19. Jahrhunderts bis zum Ende des Kaiserreichs. Typisch für die gründerzeitliche Bebauung ist die Blockbebauung mit traufenständigen Häusern. Bemerkenswert sind die heute als Konzerthalle genutzte Fruchthalle, das Gewerbemuseum (heute Museum Pfalzgalerie Kaiserslautern), die Marienkirche und die Apostelkirche, ferner die Denkmalzone um den Stadtpark sowie das Villenviertel im Benzinoring/Villenstraße. Repräsentative Verwaltungsbauten der Gründerzeit sind das ehemalige Hauptpostamt in der Karl-Marx-Straße (heute Deutsche Telekom), das ehemalige Bezirkskommando (heute Polizeipräsidium) in der Logenstraße, das königliche Hauptzollamt (heute Finanzamt) in der Eisenbahnstraße, der Verwaltungssitz der Pfälzischen Eisenbahnen in der Eisenbahnstraße 73 (heute privat genutzt) und die neobarocke Kaserne des 23. Königlich Bayerischen Infanterieregiments im Osten der Stadt.
Als Industriedenkmal stehen die Bauten der ehemaligen Kammgarnspinnerei unter Denkmalschutz. Das weitläufige Gelände ist heute in die Gartenschau eingegliedert; im ehemaligen Kesselhaus befindet sich das Kulturzentrum Kammgarn, Teile der Verwaltungsbauten nutzt die Fachhochschule.
Baudenkmäler des Jugendstils sind selten in Kaiserslautern. Zu nennen sind das ehemalige Hotel Brenner gegenüber dem Bahnhof, die Goetheschule, das Wohnhaus Schumannstraße 10 und das Geschäftshaus Steinstraße 15. Bemerkenswert sind zwei seltene Beispiele von sehr früh errichteten Lichtspieltheatern (Union von 1911, Kerststraße; Central von 1913, Osterstraße), die noch heute als Kino genutzt werden.
Städtebaulich interessant ist die Erweiterungsplanung von Eugen Bindewald von 1887. Auf diese gehen zurück: die Ringstraßen im Osten des Stadtgebiets (Barbarossaring, Hilgardring, Benzinoring), das Quartier um den heutigen Kolpingplatz – einem Rondell mit Radialstraßen – sowie im Westen der Stadt der Stadtpark und der Marienplatz mit der Marienkirche. Diese bildet das Zentrum sternförmig auf sie zulaufender Straßen. 1912 wurde nach Plänen von Hermann Hussong der Waldfriedhof angelegt.

### Zwischenkriegszeit
Hermann Hussong war eine der das Stadtbild bis heute prägenden Persönlichkeiten. Von ihm stammen die Neufassung des Bindewald’schen Stadterweiterungsplanes (1913) sowie die Entwürfe für die Bebauung des Pfaffenbergs und des Lämmchesbergs.
Hussong baute ab 1919 die schlossähnliche Wohnanlage an der Fischerstraße, die als Reparationsleistung vom Deutschen Reich bezahlt wurde und ursprünglich als Offizierswohnbau der französischen Besatzungsarmee vorgesehen war. Nachdem die Franzosen auf die Anlage verzichtet hatten, fiel sie an die 1921 gegründete Gemeinnützige Baugesellschaft (Bau AG). Im Auftrag der Bau AG errichtete Hussong zahlreiche Wohnbauten zur Bekämpfung der Wohnungsnot. Von Denkmalsrang sind der expressionistische Bunte Block in der Königstraße/Marienplatz, der sogenannte Rundbau (Königstraße) über D-förmigem, der Grüne Block (Altenwoogstraße/Mannheimer Straße) über A-förmigem Grundriss und die Pfaffsiedlung. Von Hussong stammt auch die Ausstellungshalle auf dem Gelände des heutigen Volksparks; die Anlage wurde durch Bomben 1945 zerstört, nur die monumentale Figurengruppe des Rossebändigers ist noch erhalten.
Die Idee der Gartenstadt wurde in Kaiserslautern im Bahnheim, einer Siedlung in Nachbarschaft des Reichsbahnausbesserungswerks, umgesetzt. 1928 wurde am Schillerplatz das erste Gebäude in Stahlskelettbauweise errichtet (das Fleischbein-Haus mit der Schillerplatz-Apotheke im Erdgeschoss), und mit dem Hauptpostamt am Bahnhof nach Plänen Heinrich Müllers entstand 1930 ein herausragendes Beispiel der bayerischen Postbauschule, der wichtigsten Ausprägung des Neuen Bauens in Bayern. Eine interessante Interpretation von gotischen Stilelementen im expressionistischen Geist zeigt die katholische Minoritenkirche Maria Schutz (Gelöbniskirche) von 1928/29 am Messeplatz im Osten der Stadt.
Zur Architektur in der Zeit des Nationalsozialismus gehören Großsiedlungen im Osten und Westen der Stadt, außerdem entstanden verschiedene Kasernenbauten. Bauwerke von Denkmalrang sind Erweiterungsbauten der Kammgarnspinnerei sowie die Autobahnbrücke über das Waschmühltal. Wegen der Erhebung zur Gauhauptstadt im Jahr 1939 wurden Parade- und Aufmarschplätze geplant; im Vorgriff darauf wurde bereits im Sommer 1938 die Synagoge abgerissen. Die Umgestaltung kam während des Kriegs jedoch zum Erliegen, als Saarbrücken neue Hauptstadt des Gaus Saarpfalz wurde.

### Nachkriegszeit
Die Innenstadt Kaiserslauterns wurde gegen Ende des Kriegs durch Bombenangriffe zu fast zwei Dritteln zerstört. Der Wiederaufbau der Stadt nach 1945 folgte den verkehrstechnischen Vorgaben der amerikanischen Besatzungsarmee. Um Durchbrüche zu schaffen und Straßen zu verbreitern, wurde viel noch erhaltene Bausubstanz abgerissen. Beim Wiederaufbau der Gebäude wurden sie meist in vereinfachten Formen wiederhergestellt. Die Neubauten sind ein Ergebnis der nüchternen Wiederaufbauzeit und der knappen finanziellen Mittel; sie wirken heute banal. Baulich bedeutsame Gebäude dieser Zeit sind die Evangelische Christuskirche (1957/58) und die Evangelische Pauluskirche (1958–1960), die Berufsbildende Schule in der Martin-Luther-Straße (1954–1956), das ehemalige französische Offizierskasino am Altenhof (1955/56), das Bürohaus der Bayerischen Hypotheken- und Wechselbank in der Fackelstraße (1956/57), die Kreisverwaltung (1959–1960) sowie das 84 m hohe Rathaus (1963–1968), seinerzeit das höchste Rathaus der Bundesrepublik.
Um Unterkünfte für die amerikanischen Soldaten und Zivilangehörigen zu schaffen, wurde mit der Vogelweh im Westen der Stadt ein Wohngebiet mit Mehrfamilienhäusern geschaffen. In der Nachbarschaft entstand in den 1960er Jahren das Wohngebiet Bännjerrück. Ferner wurden der Betzenberg im Süden und der Fischerrück im Nordwesten der Stadt mit Hochhaussiedlungen bebaut. Mit Gründung der Universität wurde das Universitätswohngebiet in einer Mischung aus Mehrfamilien- und Einfamilienhäusern ausgewiesen.

### Weitere Kulturdenkmäler
Mitten im Pfälzerwald im südlichen Stadtgebiet befindet sich der Humbergturm, der als Aussichtsturm fungiert.
Die beiden bekanntesten Burgen im Stadtgebiet sind die ebenfalls im Pfälzerwald gelegenen Burgen Hohenecken, die den gleichnamigen südwestlichen Stadtteil Hohenecken überragt, sowie die östlich der Stadt liegende, im Wald versteckte Burg Beilstein.
Am Rande des Stadtzentrums befindet sich das Kulturzentrum Kammgarn, das in den Bauten der ehemaligen Kammgarn-Spinnerei beim jetzigen Gartenschaugelände untergebracht ist. Zudem gibt es über 50 Brunnen im Stadtgebiet, darunter der Kaiserbrunnen am Mainzer Tor, der im Jahr 1987 von Gernot Rumpf geschaffen wurde.
Das Museum Pfalzgalerie Kaiserslautern war ursprünglich als Gewerbemuseum gedacht und beherbergt heute Werke von pfälzischen Künstlern. Der Sammlungsschwerpunkt liegt bei Grafik, Gemälde und Plastik des 19. und 20. Jahrhunderts, dabei vor allem im deutschen Impressionismus und Expressionismus. Außerdem gibt es eine kunsthandwerkliche Sammlung des 16. bis 19. Jahrhunderts.

### Natur, Freizeit- und Parkanlagen

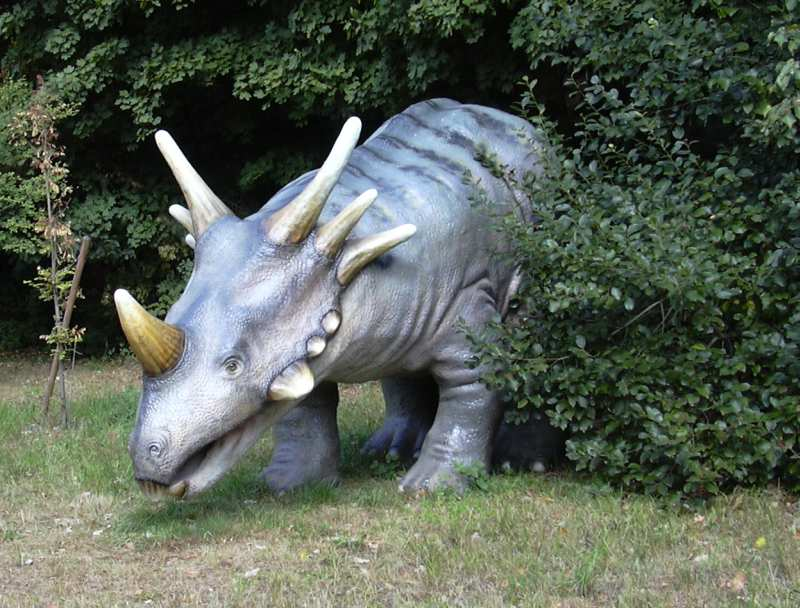
Dinosaurierfigur in der Gartenschau

Im Stadtgebiet befinden sich zahlreiche Naturdenkmale. Vor allem der Süden von Kaiserslautern liegt im Naturpark Pfälzerwald, der Bestandteil des grenzüberschreitenden Biosphärenreservats Pfälzerwald-Nordvogesen ist.
Mitten im Pfälzerwald befinden sich der Wildpark am Betzenberg und das Fritz-Walter-Stadion auf dem Betzenberg, das als Spielstätte für Heimspiele des 1. FC Kaiserslautern dient.
Im Stadtzentrum befindet sich die Gartenschau, die aus der ersten Landesgartenschau in Rheinland-Pfalz hervorging und die größte Dinosaurier-Ausstellung Europas beherbergt.
Im Norden der Stadt im Stadtteil Siegelbach liegen der Zoo Kaiserslautern sowie ein paar Kilometer östlich davon das Freibad Waschmühle mit dem nach dem Frankfurter Brentanobad zweitgrößten Wasserbecken Europas.
Eine besondere Sehenswürdigkeit ist der Japanische Garten Kaiserslautern. Er zählt zu den größten Japanischen Gärten Europas.

## Kultur

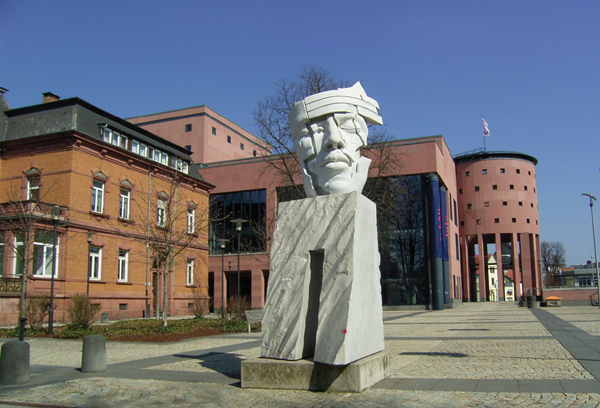
Pfalztheater Kaiserslautern

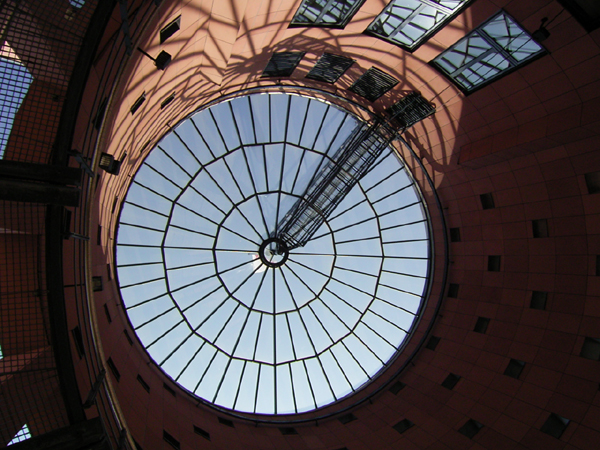
Rotunde Pfalztheater Kaiserslautern

### Theater und andere kulturelle Einrichtungen
Das Pfalztheater ist ein Mehrsparten-Theater für Oper, Operette, Musical, Ballett und Schauspiel. Es befindet sich in der Trägerschaft des Bezirksverbandes Pfalz und der Stadt Kaiserslautern.
An Kinos gibt es in Kaiserslautern das Kinocenter UCI Kinowelt, den Central Filmpalast und ein Spielfilm- und Programmkino mit dem Namen Union-Kino.
In der Fruchthalle finden gesellschaftliche Veranstaltungen und Konzerte statt, im Kulturzentrum Kammgarn Rock-, Jazz-, Blues- und Pop-Konzerte, Comedy und andere vergleichbare Veranstaltungen. Darüber hinaus existiert zusätzlich die Barbarossahalle.
Im Jugend- und Programmzentrum werden Kleinkunst und Musik angeboten. Das Irish House ist ein Irisches Pub mit Live-Musik. Das Underground war ein Club für gitarrenorientierte Live-Musik und Rockabende, der seit mehreren Jahren geschlossen ist.

### Museen und Bibliotheken
Das Museum Pfalzgalerie Kaiserslautern ist eine Kunstgalerie, die sich in der Trägerschaft des Bezirksverbands Pfalz befindet. Sie wurde als Kunstgewerbeanstalt gegründet, Schwerpunkt der Sammlung sind heute Werke des neunzehnten und zwanzigsten Jahrhunderts.
Im Theodor-Zink-Museum und dem Wadgasserhof werden Stadt- und Regionalgeschichte vermittelt.
An Bibliotheken sind die Stadtbibliothek, die Universitätsbibliothek mit einer Zentralsammlung und mehreren Fachbereichsbibliotheken, die Hochschulbibliothek (Bibliothek der Fachhochschule) sowie die Pfalzbibliothek (eine wissenschaftliche Spezialbibliothek des Bezirksverbands Pfalz zu pfalzspezifischen Themen) vorhanden sowie die Institutsbibliothek des Instituts für pfälzische Geschichte und Volkskunde. Daneben gibt es einige Schulbüchereien, auch einige Kirchengemeinden bieten kleine Büchereien an.

### Musik
Kaiserslautern ist einer der Sitze der Deutschen Radio Philharmonie Saarbrücken Kaiserslautern. Weitere Orchester im Bereich der klassischen Musik sind das Orchester des Pfalztheaters (die Pfalzphilharmonie) sowie (als Laienensemble) das Sinfonieorchester des Landkreises Kaiserslautern. Sowohl von protestantischer als auch von katholischer Seite gibt es verschiedene Angebote zur Kirchenmusik, außerdem gibt es mit einigen Chören (u. a. dem Musikverein Kaiserslautern 1840) eine lebendige Gesangsszene.
Für die Ausbildung sorgen die Emmerich-Smola-Musikschule der Stadt und die Musikschule des Landkreises Kaiserslautern sowie das Pfälzische Konservatorium für Musik.
Die Stadt war oder ist ferner die Heimat einiger Bands mit überregionaler Bedeutung, so unter anderem von Spermbirds, Vanden Plas, Ivory Night, Walter Elf, Winterland, Headcrash und MoonSun. Das Künstler- und Liedermacher-Ehepaar Shakti und Matze lebt in der Stadt, Alea der Bescheidene, Frontmann der Mittelalter-Rock-Band Saltatio Mortis, stammt aus Kaiserslautern, der Musiker und Grammy-Gewinner Zedd hat hier seine Wurzeln (Dioramic).

### Regelmäßige Veranstaltungen

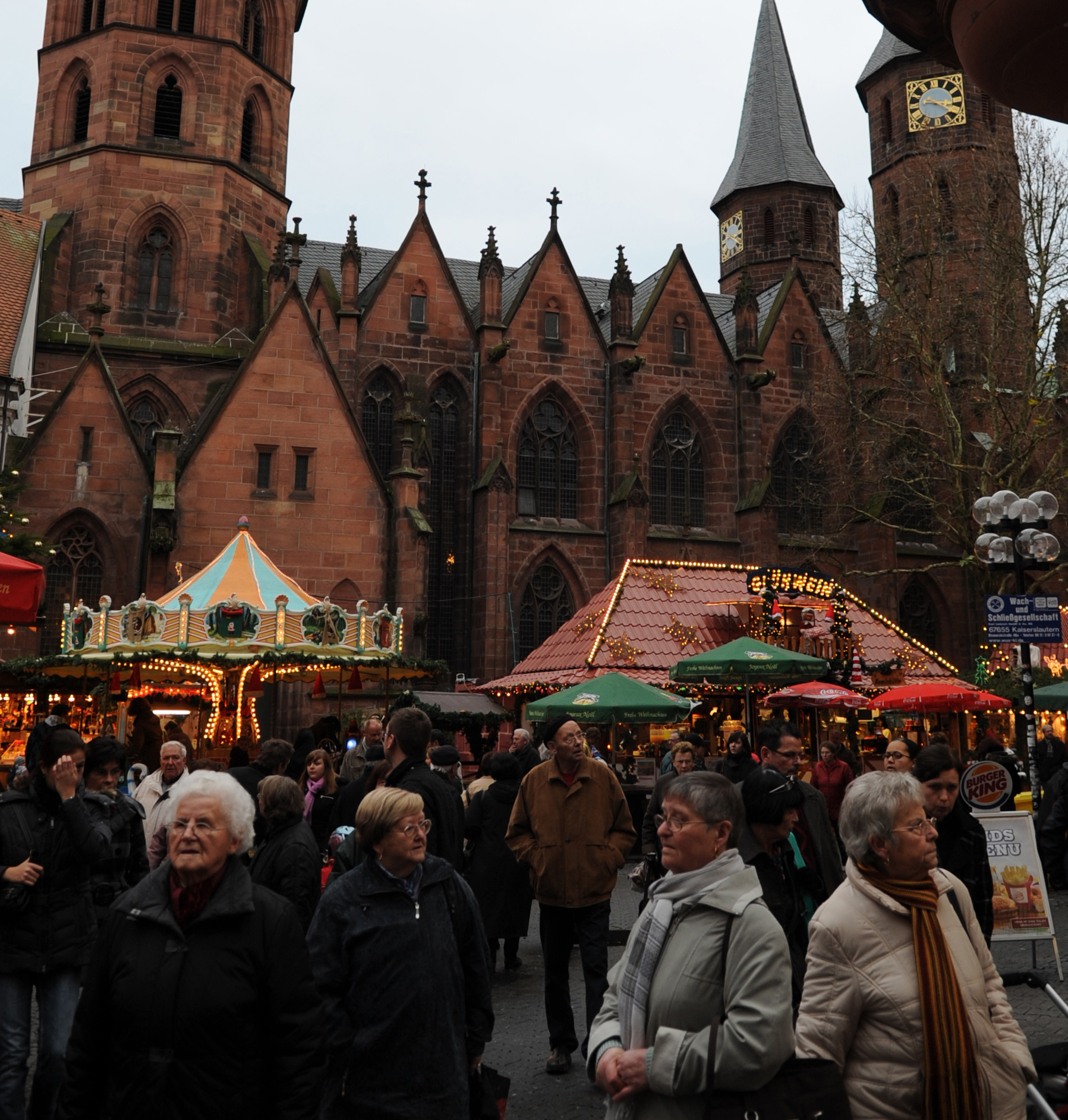
Weihnachtsmarkt neben der Stiftskirche

- Im Mai und Oktober jeden Jahres findet die sogenannte Kerwe – ein Jahrmarkt – auf dem Messeplatz statt.
- Im Juni wird das AStA-Sommerfest an der Universität veranstaltet.
- Das Kaiserslauterer Altstadtfest findet einmal jährlich im Juli in und um die Kaiserslauterer Altstadt zwischen Martinsplatz und Mainzer Tor statt.
- Im September gibt es Musikveranstaltungen in der ganzen Stadt, die vom Werbeverband Kaiser in Lautern veranstaltet werden und unter dem Namen Barbarossafest Swinging Lautern laufen.
- Der Lautrer Advent beginnt um den ersten Advent auf dem Stifts- und Schillerplatz.

## Wirtschaft und Infrastruktur

### Öffentliche Einrichtungen

#### Behörden und Gerichte
In Kaiserslautern befindet sich neben der Stadtverwaltung die zuständige Kreisverwaltung für den Landkreis Kaiserslautern. Außerdem befand sich hier von 1972 bis 2019 der Verwaltungssitz der Verbandsgemeinde Kaiserslautern-Süd. Die Stadt ist Sitz des Polizeipräsidiums Westpfalz sowie mehrerer organisatorisch darunter gegliederter Polizeieinheiten; es gibt eine Inspektion der Bundespolizei sowie ein Zollamt.
Im neuen Justizzentrum am Hauptbahnhof haben das Amtsgericht und das Landgericht Kaiserslautern, das Arbeitsgericht Kaiserslautern sowie die Staatsanwaltschaft Kaiserslautern ihren Sitz. Die Agentur für Arbeit Kaiserslautern ist Hauptstelle des Arbeitsamtsbezirks Kaiserslautern, der neben der Stadt Kaiserslautern auch den Landkreis Kaiserslautern, den Donnersbergkreis sowie den Landkreis Kusel umfasst. Des Weiteren ist Kaiserslautern Sitz eines Finanzamts sowie eines Karriereberatungsbüros der Bundeswehr im PRE-Park. Die aus früheren rheinland-pfälzischen Landesämtern hervorgegangenen Landesbetriebe für Liegenschafts- und Baubetreuung (LBB) sowie für Mobilität (LBM) unterhalten in Kaiserslautern Niederlassungen.
Hinzu kommen diverse weitere Ämter und Dienststellen, unter anderem das Landesamt für Mess- und Eichwesen und eine Niederlassung der Landesforsten Rheinland-Pfalz.

#### Soziale Dienste und Ämter

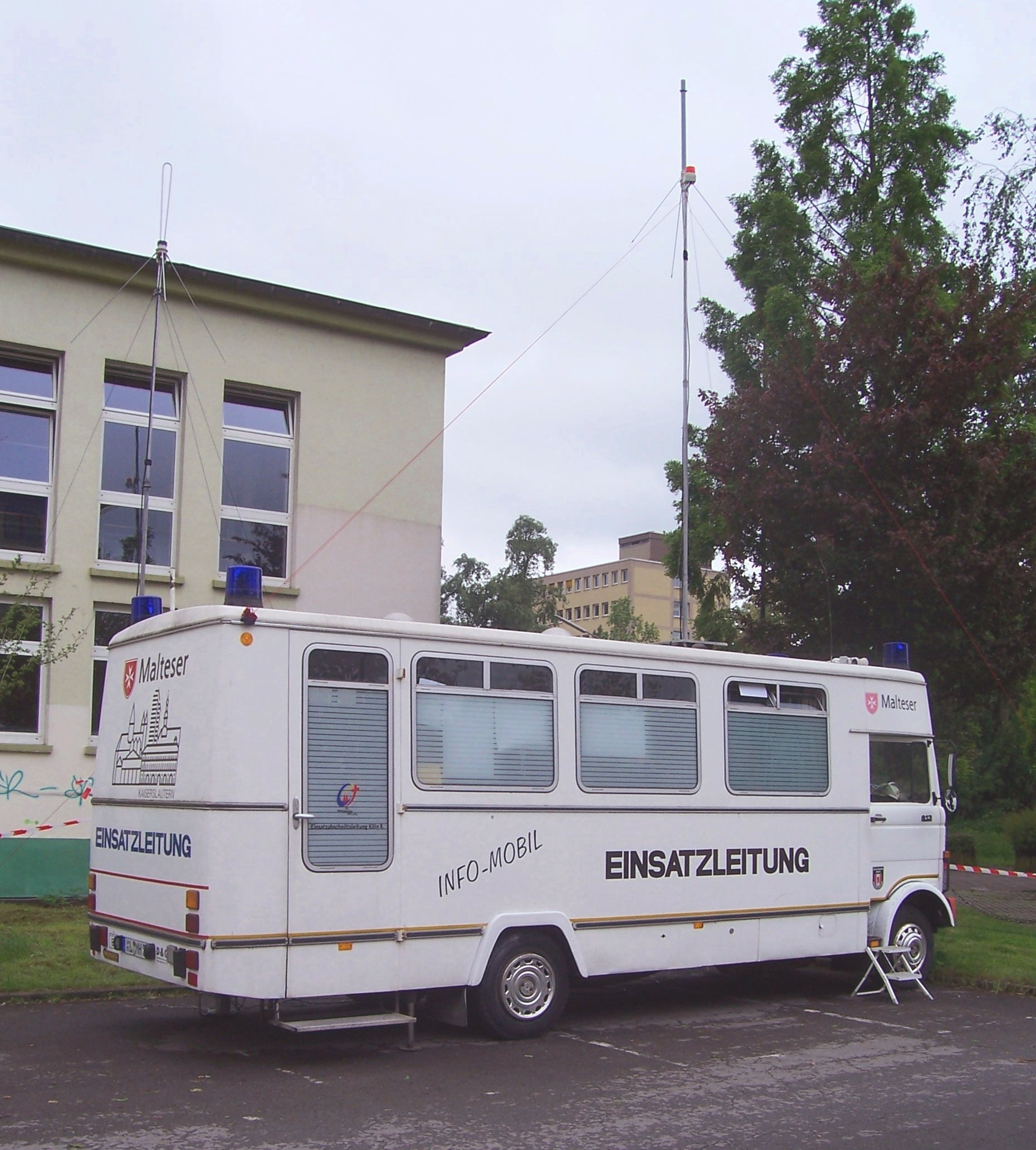
Einsatzleitwagen der Kaiserslauterer Malteser

An sozialen Diensten und Ämtern gibt es im Stadtgebiet unter anderen die sogenannte Ökumenische Sozialstation Kaiserslautern mit zwei Ambulante-Hilfe-Zentren (AHZ) sowie mehrere Alters- und Pflegeheime verschiedener Träger wie der Arbeiterwohlfahrt, der Caritas, der Diakonissenanstalt, dem DRK, dem Graviusverein, der Stadt Kaiserslautern und anderen. Von der Caritas wird auch das sogenannte Caritas-Zentrum betrieben. Die Ehrenamtskoordination vermittelt ehrenamtliches und bürgerschaftliches Engagement zwischen sozialen Einrichtungen und Bürgern der Stadt.
Darüber hinaus existieren noch das Übernachtungs- und Resozialisierungsheim St. Christophorus und die Glockestubb, die als Tagesbegegnungsstätte für wohnungslose Menschen dient. Für die wohnsitzlosen Menschen engagiert sich auch die katholische Kirche, indem an der Pforte der St. Franziskus Gymnasium und Realschule (einer Mädchenschule in Trägerschaft der Dillinger Franziskanerinnen) eine kostenlose warme Mahlzeit ausgeteilt wird.
Die Aktion alt – arm – allein ist eine gemeinsame Adventsaktion der lokalen Zeitung Die Rheinpfalz sowie der Protestantischen Apostelkirchengemeinde und der katholischen Gemeinde St. Maria. Es werden Geldspenden gesammelt zur Hilfe für alte und alleinstehende Menschen, so werden zum Beispiel Putzhilfen gezahlt oder neue Möbel angeschafft, Behördengänge begleitet und Begegnungsmöglichkeiten organisiert.
Das bedeutendste Krankenhaus ist das Westpfalz-Klinikum, das zugleich akademisches Lehrkrankenhaus der Johannes-Gutenberg-Universität Mainz ist. Des Weiteren ist das Pfalzklinikum für Psychiatrie und Neurologie mit einer Niederlassung in Kaiserslautern vertreten. An der Lutrinaklinik werden primär ambulante orthopädische und chirurgische Operationen durchgeführt.
Die Feuerwehr Kaiserslautern besteht aus der Berufsfeuerwehr mit 100 Beamten und der Freiwilligen Feuerwehr mit 250 Mitgliedern in vier Innenstadtzügen und sieben Ortsteilzügen. Der öffentlich-rechtliche Rettungsdienst in Kaiserslautern wird vom Arbeiter-Samariter-Bund (ASB) und dem Deutschen Rote Kreuz (DRK) betrieben. Daneben führt auch der Malteser Hilfsdienst (MHD) Krankentransporte und Rückholdienst durch. Die genannten Organisationen sind auch in den Katastrophenschutz der Stadt Kaiserslautern integriert, zudem gibt es in Kaiserslautern einen von 668 Ortsverbänden des Technischen Hilfswerks.

#### Trinkwasserversorgung
Die Gewinnung, Aufbereitung und Verteilung des Trinkwassers wird von den Stadtwerken Kaiserslautern übernommen. Das Wasser stammt aus drei Wasserwerken:
- Im Wasserwerk Barbarossastraße werden täglich bis zu 18.000 Kubikmeter Wasser aus der Lauterspringquelle und aus elf Tiefbrunnen gefördert. Das Wasserwerk ist für die Versorgung des gesamten Innenstadtbereichs zuständig
- Das Wasserwerk Rote Hohl verfügt über sechs Tiefbrunnen im Aschbachtal, Letzbachtal und im Wiener Tal. Das Wasserwerk versorgt die höher gelegenen Stadtteile mit täglich bis zu 13.000 Kubikmeter Trinkwasser
- Der Stadtteil Mölschbach bekommt sein Wasser vom Wasserwerk Mölschbach (ein Brunnen im Rambachtal, bis 480 Kubikmeter täglich)

Jährlich werden ca. 7,5 Millionen Kubikmeter Wasser abgegeben.
Die Gesamthärte liegt mit 4,5 bis 5,1 Grad deutscher Härte im Härtebereich „weich“. Der Bruttoverbrauchspreis beträgt 1,99 Euro je Kubikmeter.

#### Abwasserentsorgung
Die Ableitung und Reinigung des anfallenden Abwassers fällt in den Zuständigkeitsbereich der Stadtentwässerung Kaiserslautern. Die öffentliche Kanalisation ist 519 Kilometer lang, davon sind 20 Kilometer begehbar mit einer Mindesthöhe von 1,20 Metern. 80 % des Kanalnetzes sind im Mischsystem angelegt, 99 % der Bevölkerung sind an die Kanalisation angeschlossen. Das Abwasser wird im zentralen Klärwerk  behandelt. Die Anlage wurde 1945 gebaut und hat heute eine Ausbaugröße von 210.000 Einwohnerwerten. Das gereinigte Wasser wird nach einer Aufenthaltszeit von 20 bis 36 Stunden (je nach Zulaufmenge) in die Lauter eingeleitet.
Der anfallende Klärschlamm wird in zwei Faulbehältern ausgefault, entwässert und anschließend in der Landwirtschaft verwertet (70 %) oder als Zusatzbrennstoff in Kraftwerken verbrannt (30 %). Das bei der Faulung entstehende Klärgas wird in zwei Blockheizkraftwerken zur Strom- und Wärmeerzeugung verwendet. So kann die Anlage inzwischen ihren kompletten Energie- und Wärmebedarf selbst decken.

### Bildung und Forschung

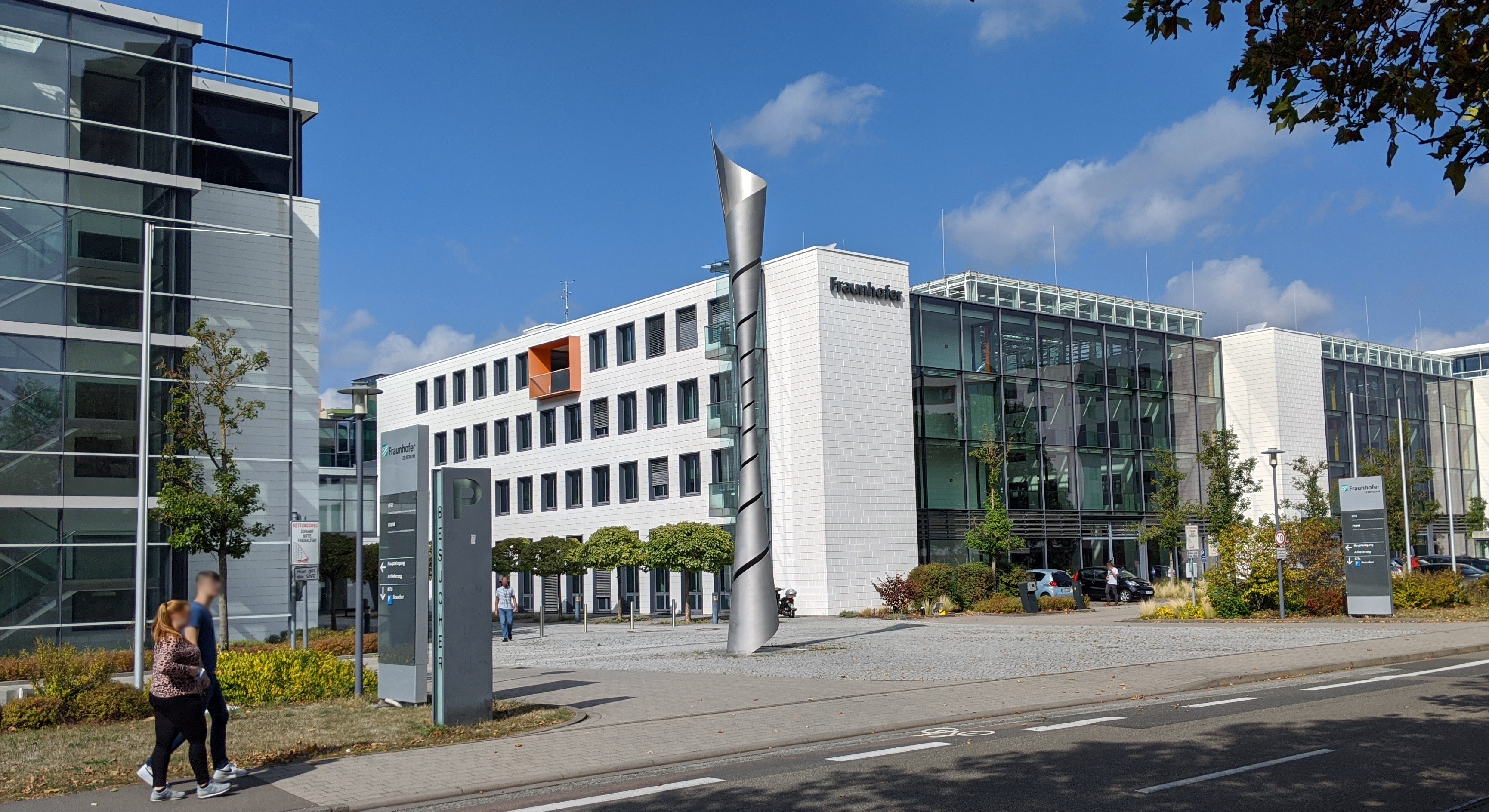
Fraunhofer ITWM und IESE in Kaiserslautern

In Kaiserslautern gibt es insgesamt 36 allgemein-, berufs- und weiterbildende Schulen aller Schultypen, die von über 20.000 Schülern besucht werden. Besonders hervorzuheben ist das Heinrich-Heine-Gymnasium, das sowohl als Sportschule als auch als Internat für Hochbegabtenförderung überregionalen Ruf genießt. Ebenfalls überregional orientiert ist die Meisterschule Kaiserslautern, eine berufsbildende Schule mit Berufsfachschule und Fachschule für Technik sowie zur Vorbereitung auf die Meisterprüfung, die sich in der Trägerschaft des Bezirksverbands Pfalz befindet.
Die beiden Hochschulen im Stadtgebiet sind die Rheinland-Pfälzische Technische Universität Kaiserslautern-Landau (RPTU) und die Fachhochschule Kaiserslautern (seit 2014 Hochschule Kaiserslautern). An die Universität angegliedert ist das überregional tätige Zentrum für Fernstudien und Universitäre Weiterbildung, das mittlerweile nach der FernUniversität in Hagen der zweitgrößte Fernstudienanbieter Deutschland ist. Ebenfalls an der TU befindet sich das einzige Patentinformationszentrum in Rheinland-Pfalz, das anerkannter Kooperationspartner des Deutschen Patent- und Markenamts ist. Die Fachhochschule Kaiserslautern entstand 1971 durch Vereinigung mehrerer Bildungseinrichtungen, die zum Teil schon seit dem 19. Jahrhundert bestanden, unter anderem Staatliche Ingenieurschule für Bauwesen, Staatliche Ingenieurschule für Maschinenwesen und Staatliche Ingenieurschule für Textiltechnik. Der Hauptstandort ist Kaiserslautern, Teile des Lehrangebots werden in Pirmasens und in Zweibrücken durchgeführt.
Bedeutende Kaiserslauterer Forschungseinrichtungen sind das Deutsche Forschungszentrum für Künstliche Intelligenz (DFKI), das Fraunhofer-Institut für Experimentelles Software Engineering (Fraunhofer IESE), das Fraunhofer-Institut für Techno- und Wirtschaftsmathematik (Fraunhofer ITWM), das Max-Planck-Institut für Softwaresysteme (MPI-SWS), das Institut für Oberflächen- und Schichtanalytik (IFOS) und das Leibniz-Institut für Verbundwerkstoffe (IVW); eine Außenstelle des Freiburger Fraunhofer-Instituts für Physikalische Messtechnik (Abteilung Terahertz-Messtechnik) ist an der TU angesiedelt. Die Technische Akademie Südwest e. V. (TAS) bietet berufsbegleitende Weiterbildung auf technischem Gebiet an.
Die vom Bezirksverband Pfalz getragene ehemalige Heimatstelle Pfalz heißt heute Institut für pfälzische Geschichte und Volkskunde. Das Institut betreibt historische Forschungen insbesondere zur pfälzischen Auswanderungsgeschichte sowie Haus- und Burgenforschung, in deren Zug das Pfälzische Burgenlexikon (1997–2007, 4 Bd.) sowie seit 2014 das Pfälzische Klosterlexikon entstanden. In dem Gebäude war auch die Pfälzische Wörterbuchkanzlei als Außenstelle der Mainzer Akademie der Wissenschaften angesiedelt, die 1997 das Pfälzische Wörterbuch fertigstellte und jetzt an einem Wörterbuch der deutschen Winzersprache arbeitet.

### Tourismus

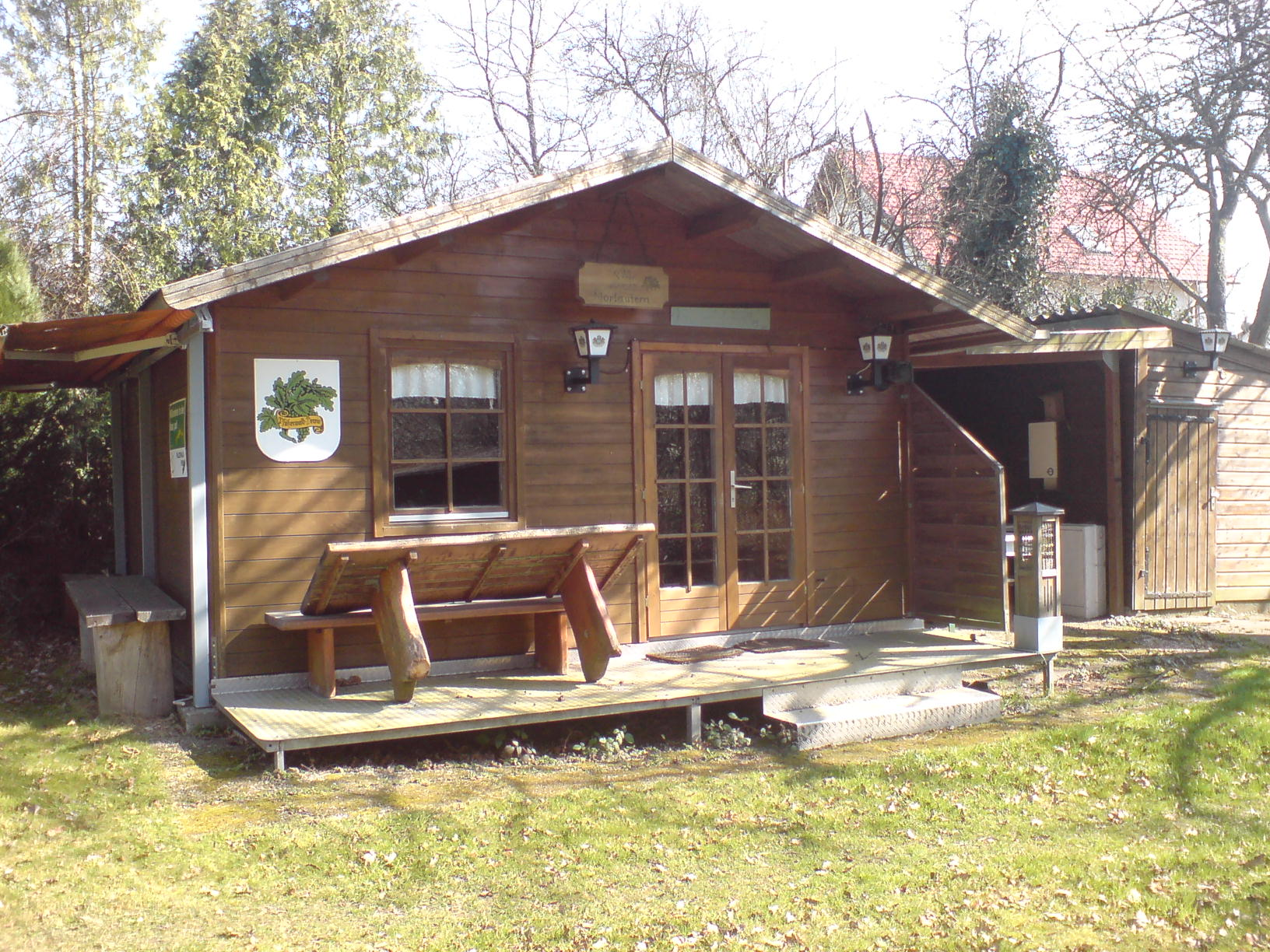
Nauwaldhütte

Im Stadtteil Morlautern befindet sich mit der Nauwaldhütte seit 2002 eine Hütte des Pfälzerwald-Vereins.
Kaiserslautern ist nördlicher Endpunkt des Radweges Pfälzerwald-Tour, der bis nach Hinterweidenthal führt sowie des Prädikatswanderweges Pfälzer Waldpfad, der die Stadt mit Schweigen-Rechtenbach verbindet. Zudem beginnen vor Ort zwei weitere Wanderwege, von denen einer mit einem grün-roten Balken markiert ist und der bis nach Kleinkarlbach führt sowie einer, der mit einem weiß-roten Balken versehen ist und der die Verbindung mit Neustadt an der Weinstraße sowie Speyer herstellt.
Außerdem liegt die Stadt am Barbarossa-Radweg und am Fernwanderweg Donnersberg–Donon. Durch den Südwesten der Gemarkung verläuft ein kurzes Stück der mit einem roten Kreuz markierte Fernwanderweg Franken-Hessen-Kurpfalz, durch den Westen ein Weg, der mit einem grün-gelben Balken gekennzeichnet und durch den Nordosten die Route eines Wanderwegs, der mit einem blau-gelben Balken markiert ist, der die Verbindung mit Lauterecken und Sankt Germanshof schafft. Hinzu kommen ein Wanderweg, der mit einem blauen Kreuz gekennzeichnet ist und der von Niederhausen bis ebenfalls nach Sankt Germanshof verläuft. Zu den sogenannten Saar-Rhein Wanderwegen zählt ein solcher mit der Kennzeichnung Schwarzer Punkt auf weißem Balken, der von Saarbrücken bis nach Rülzheim verläuft.

## Persönlichkeiten
Bisher bekamen insgesamt 13 Personen die Ehrenbürgerwürde verliehen. Den Anfang machte der Industrielle Carl von Gienanth 1847. 1933 erhielten Josef Bürckel, Wilhelm Frick, Paul von Hindenburg und Adolf Hitler diesen Status ohne besondere Verdienste in Bezug auf die Stadt. Mit Ausnahme von Hindenburg wurde ihnen die Würde 2013 aberkannt. 1985 folgte der Fußballweltmeister von 1954 Fritz Walter. Letztmals verliehen wurde die Ehrenbürgerwürde 2015 an den früheren Stadtrat und Präsidenten des 1. FC Kaiserslautern Norbert Thines.
Vereinzelt war Kaiserslautern während der frühen Neuzeit Geburtsort berühmter Menschen wie dem Fürstbischof Philipp von Flersheim, der Pfalzgräfin Dorothea von Pfalz-Simmern und dem Naturforscher Johann Adam Pollich. Im 19. Jahrhundert folgten Persönlichkeiten wie der Industrielle Georg Michael Pfaff, der Forstrat, Regierungsdirektor und Gründungsvorsitzende des Pfälzerwald-Vereines Karl Albrecht von Ritter, Friedrich und Rudolf Sander aus der Instrumentenbauerdynastie Sander, der Radrennfahrer Oskar Breitling, der spätere Bundesminister Fritz Neumayer sowie der Kommunist und spätere DDR-Funktionär August Groel.
Ab dem 20. Jahrhundert war die Stadt Geburtsort zahlreicher Fußballspieler, die zumindest einen Teil ihrer Profilaufbahn beim 1. FC Kaiserslautern verbrachten; neben Fritz Walter waren dies unter anderem dessen Bruder Ottmar Walter, Werner Kohlmeyer, Werner Liebrich (alle Weltmeister von 1954) und Hans-Peter Briegel. Jenseits des Fußballs kamen in Kaiserslautern der Stadtarchivar Heinz Friedel, die Überlebende des Holocaust Erna de Vries, der Kirchenpräsident Heinrich Kron, der Maler Heinrich Steiner, der Boxer Emil Schulz, die Moderatorin Stefanie Tücking, der Sänger Mark Forster, das Model Stefanie Giesinger und der Stabhochspringer Raphael Holzdeppe zur Welt.
Neben zahlreichen Fußballspielern, die für den 1. FC Kaiserslautern aufliefen, ist die Stadt durch die Universität Wirkungsort mehrerer Professoren wie dem Pädagogen Rolf Arnold, dem Physiker Wolfgang Demtröder und dem Mathematiker Horst W. Hamacher. Der Architekt und Stadtplaner Hermann Hussong arbeitete von 1909 bis 1933 im Kaiserslauterer Stadtbauamt. Der Modeunternehmer Otto Kern gründete seine Firma vor Ort. Der Pfälzer Mundartdichter Paul Münch wirkte in der Stadt vier Jahrzehnte lang als Lehrer. Der Autor und Regisseur Johannes Reitmeier war von 2002 bis 2012 Intendant am Pfalztheater.